# Hôtel de ville de Bruxelles
L'hôtel de ville de Bruxelles (en néerlandais : Stadhuis van Brussel) est un édifice de style gothique et classique situé sur la Grand-Place de Bruxelles en Belgique, au sud de la place, face à la Maison du Roi.
Il constitue le seul vestige médiéval de la Grand-Place et est considéré comme un chef-d'œuvre de l'architecture gothique civile et, plus particulièrement, du gothique brabançon.

## Historique
L'hôtel de ville est constitué de deux parties stylistiquement très différentes :
- l'hôtel de ville de style gothique construit au XVe siècle le long de la Grand-Place (avec un retour le long de la rue Charles Buls);
- une extension de style classique construite au XVIIIe siècle, constituée de trois ailes disposées en U à l'arrière de l'édifice gothique, le long de la rue de l'Amigo, de la rue de la Tête d'or et de la rue Charles Buls.

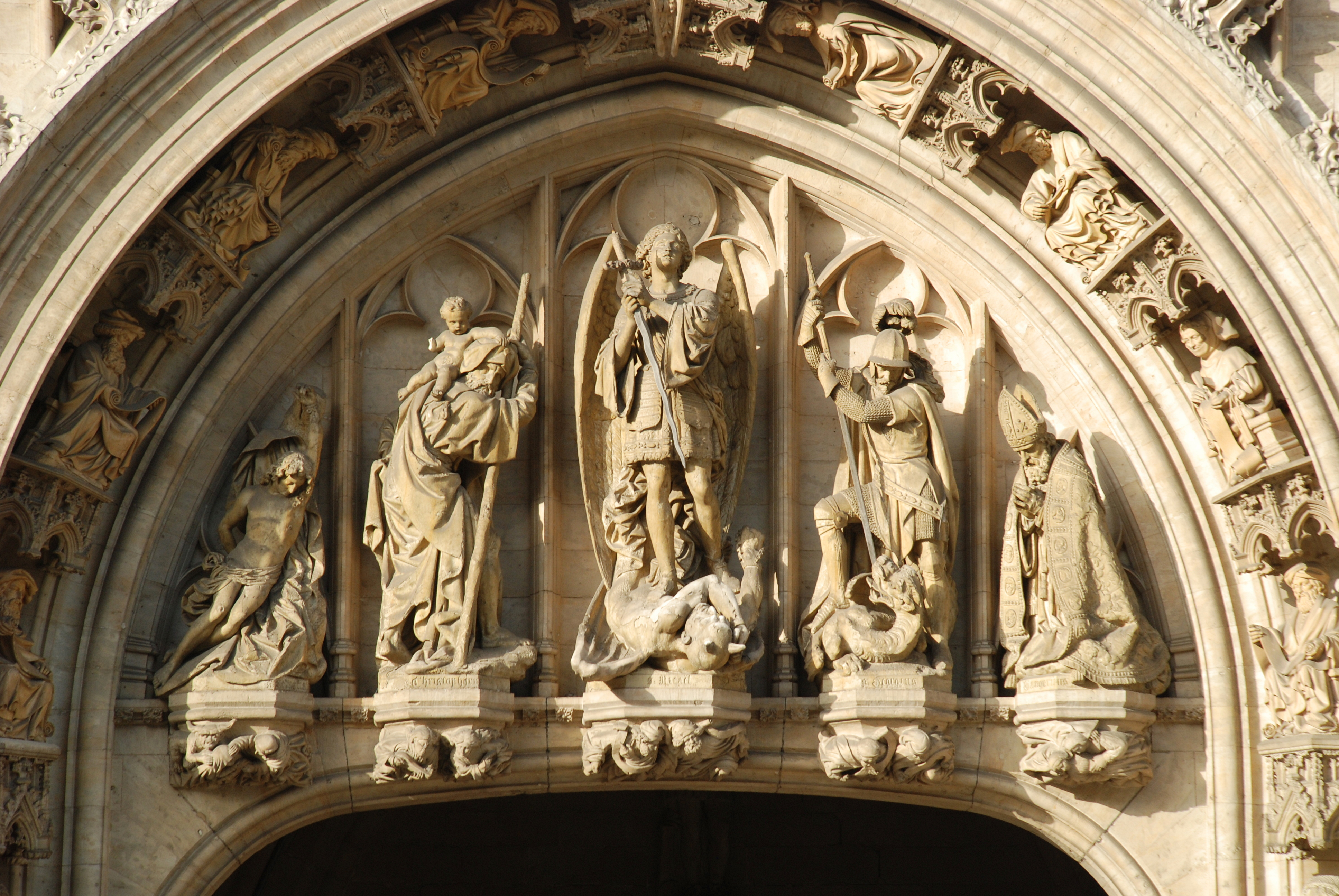
Le tympan du portail, avec, de gauche à droite, Saint-Sébastien, Saint-Christophe, Saint-Michel, Saint-Georges et Saint-Géry.

### Historique de l'hôtel de ville gothique

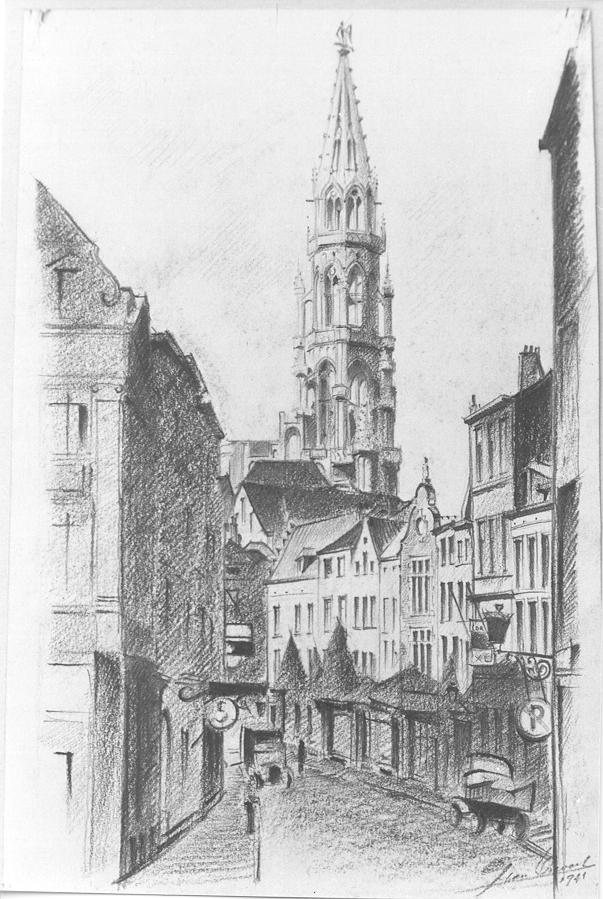
La flèche de l'Hôtel de ville vue du Marché au Fromage.
Dessin de Léon van Dievoet (1941).

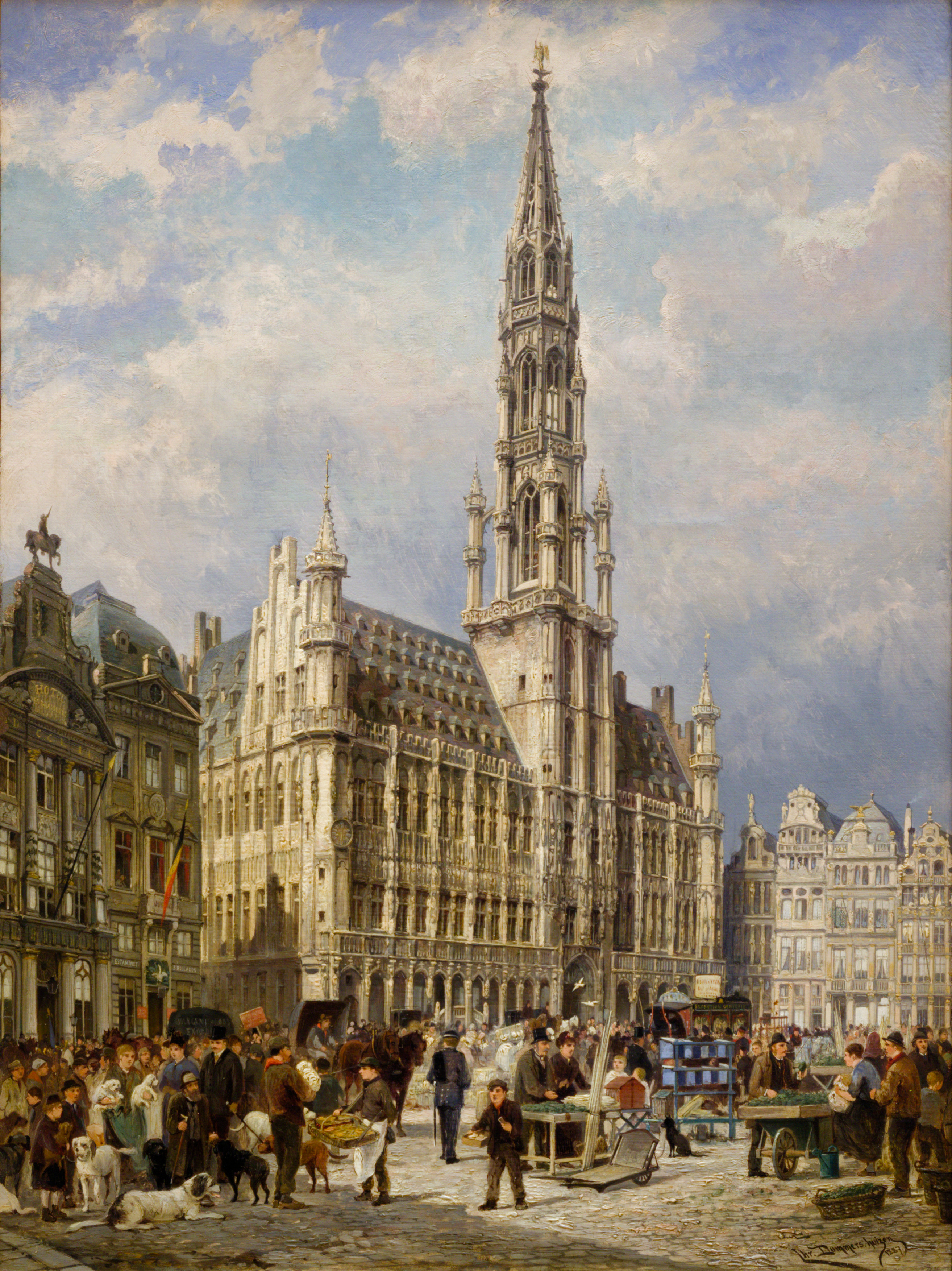
L'Hôtel de Ville de Bruxelles et le marché du dimanche, 1887, par Christiaan Dommershuijzen

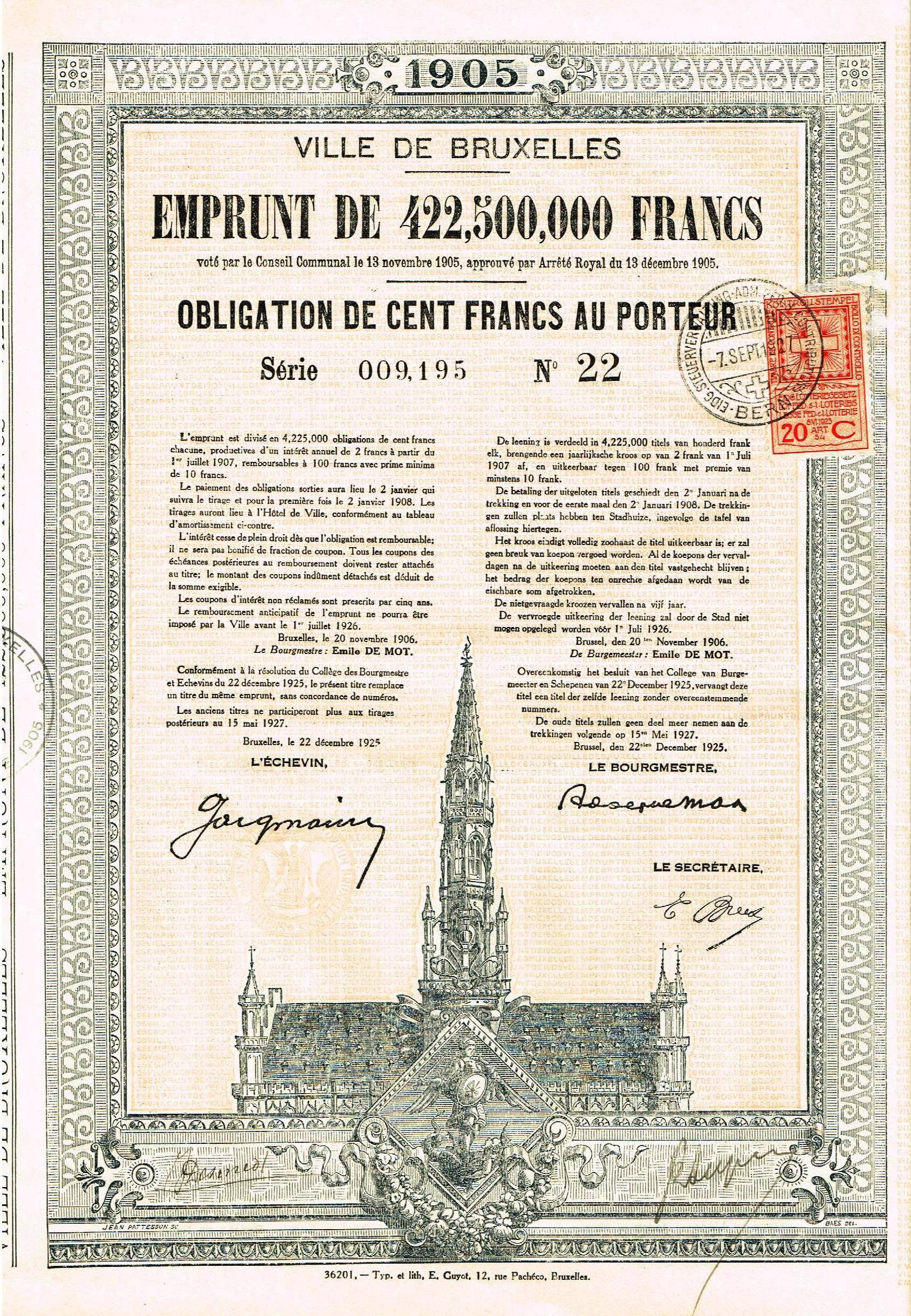
Obligation de la ville de Bruxelles représentant l'hôtel de ville.

L'hôtel de ville gothique a été construit au XVe siècle, en trois temps :
- l'aile gauche et la base de la tour furent édifiées de 1401 à 1421 en remplacement de l'ancienne maison des échevins : les architectes en étaient Jacques van Thienen (élève du hennuyer Jean d'Oisy, fondateur du gothique brabançon), le bourguignon Jean Bornoy et G. Vander Broecke[1];
- l'aile droite, dont la première pierre fut posée par Charles le Téméraire, fut édifiée de 1444 à 1449 et serait l'œuvre de Guillaume de Vogel[1] qui était l'architecte de la ville de Bruxelles en 1452 et qui fut l'auteur de la Magna Aula du palais de Philippe le Bon;
- la partie supérieure et la flèche de la tour dont l'édification fut assurée par Jean van Ruysbroeck de 1449 à 1455[1].

### Historique des ailes de style classique
Le bombardement de la ville par les troupes françaises commandées par le maréchal de Villeroy, en août 1695, endommagea l'hôtel de ville et détruisit la « Halle au Drap » située derrière celui-ci, le long de la rue de l'Amigo.
L'hôtel de ville fut réparé et agrandi par l'architecte-sculpteur bruxellois Corneille van Nerven. Celui-ci édifia également les trois ailes de style classique (style Louis XIV) d'un nouvel édifice sur les ruines de la « Halle au Drap », de 1706 à 1717. Jusqu'en 1795, ces ailes abritèrent non pas l'administration communale mais les États du Brabant.

Le bombardement de Bruxelles en 1695 par les troupes françaises du maréchal de Villeroy
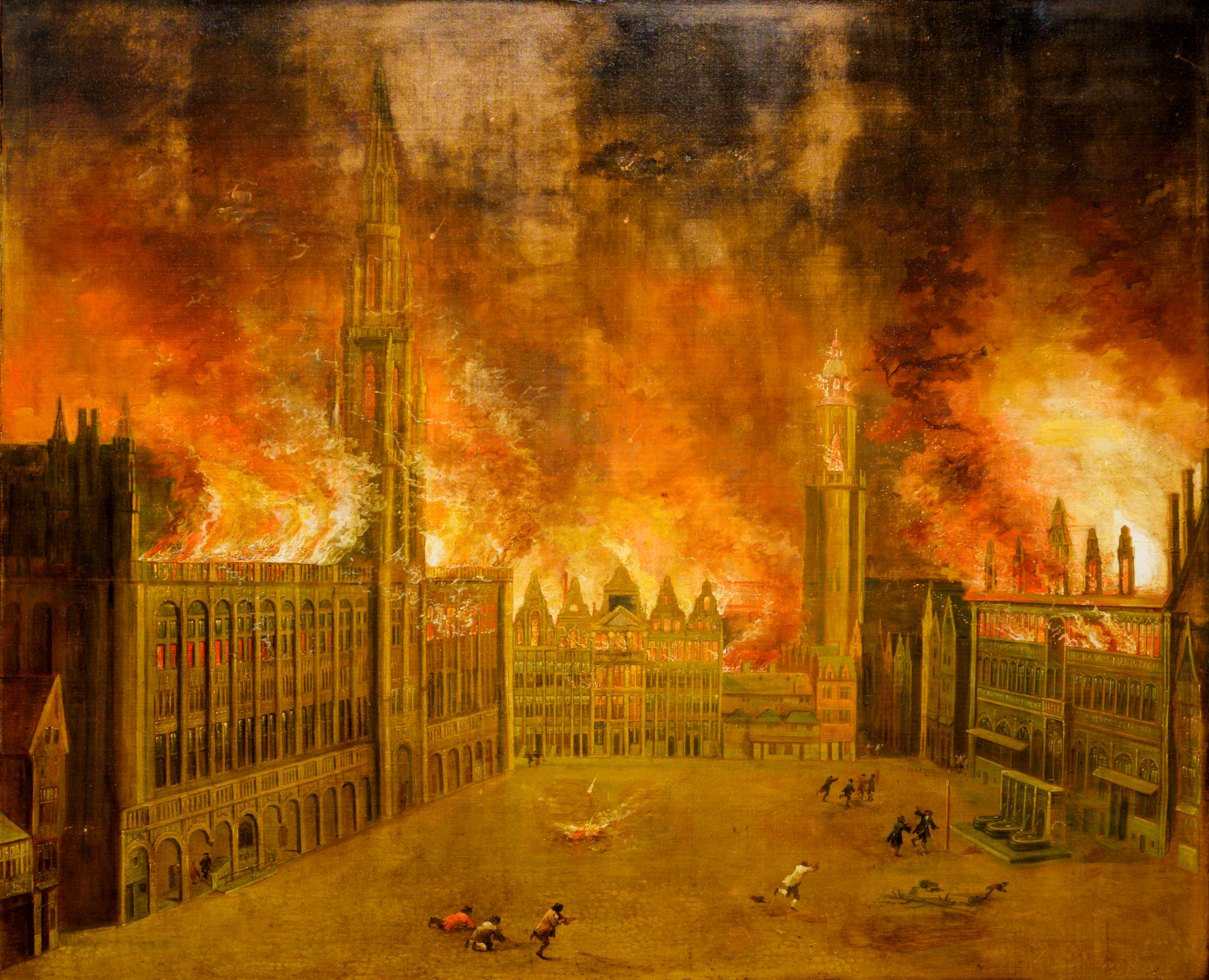
La Grand-Place en feu la nuit du 13 au 14 août 1695 (anonyme, musée de la Ville de Bruxelles) : l'hôtel de ville à gauche.
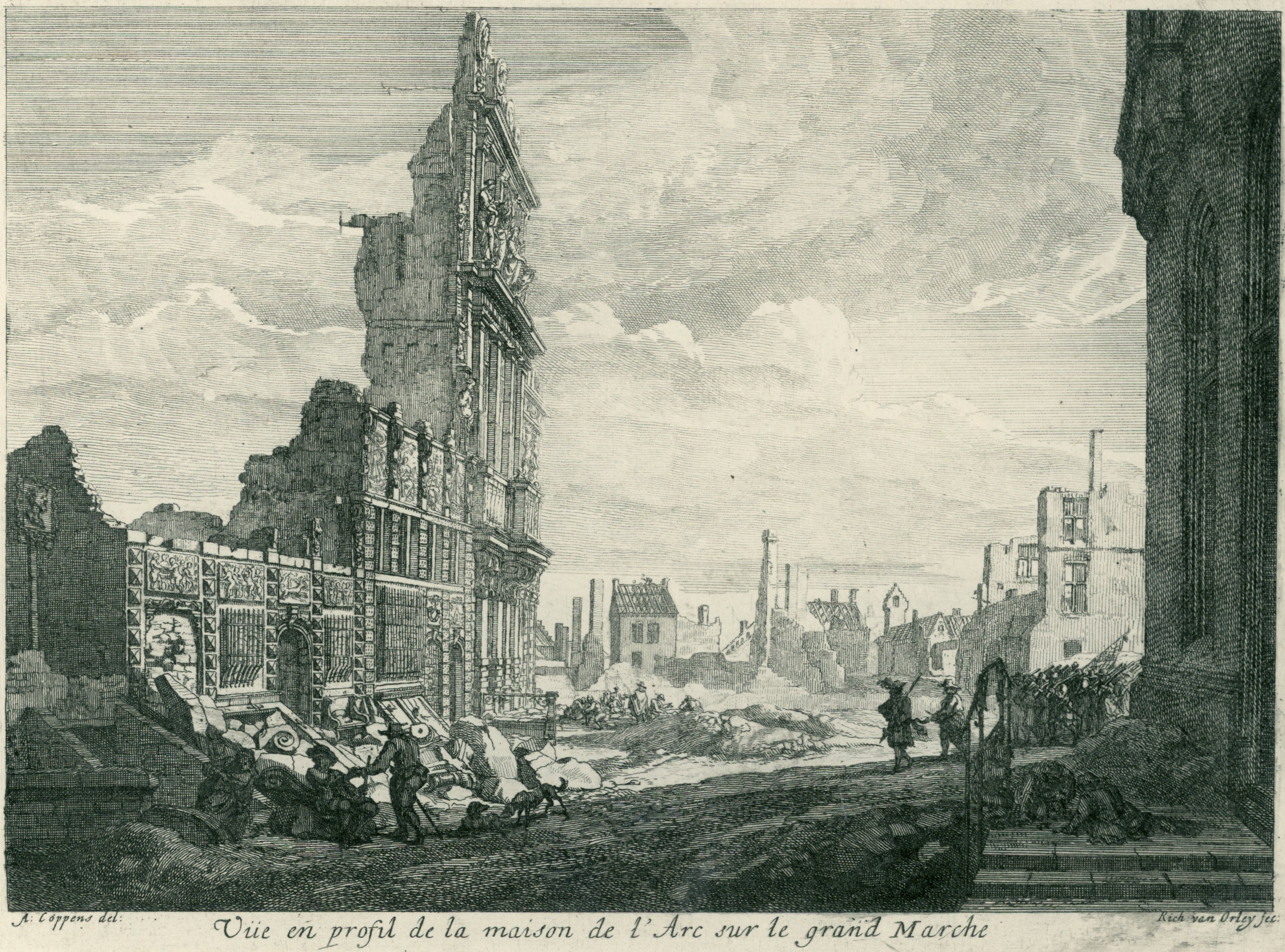
Les abords de l'hôtel de ville après le bombardement (par Richard van Orley d'après Augustin Coppens, Rijksmuseum, Amsterdam).

### Les restaurations duXIXesiècle
L'hôtel de ville a subi de nombreuses campagnes de restauration tout au long du XIXe siècle, sous la direction de Tilman-François Suys à partir de 1840 et de Victor Jamaer à partir de 1860, en vue du bicentenaire de la réédification de la Grand-Place en 1696-1697, bicentenaire fêté le 26 juin 1897.
En effet, avant le XIXe siècle, l'hôtel de ville n'était pas orné comme maintenant d'innombrables statues, à part les culs de lampe, les statues des huit prophètes et quelques statues aux tourelles d'angle. Comme on peut le lire dans Le Patrimoine monumental 1993, p. 126 "Sur des gravures de 1564, 1606, 1646 et 1650, les façades principales des deux ailes montrent des niches vides de statues, excepté celles du portail d'entrée, du 2e registre de la tour et de la tourelle de l'angle N.-O." et p. 128 : "on travaille à la façade principale de l'aile E. entre 1860 et 1867.
C'est Jamaer qui refit la façade en y ajoutant des niches inexistantes, qui fit la galerie et le perron pour lequel il demanda l'avis de Viollet-le-Duc.
Entre 1844 et 1902 furent exécutées 152 statues en pierre de Caen et de l'Echaillon. On utilisa la pierre de Caen à l'aile droite en 1861-1862, celle d'Echaillon à l'aile gauche en 1877 et 1885, la pierre de Gobertange pour les clochetons, les pinacles, les culs-de-lampe et les fleurons en 1885 et 1889, la pierre d'Euville pour les gargouilles en 1886, et la pierre de Reffroy pour les niches de la tourelle du Bourgmestre en 1892.
Les statues des prophètes situées au-dessus du porche, qui se délitaient, furent déposées au Musée communal de Bruxelles et remplacées par des copies, de même que de nombreux culs de lampe et les chapiteaux de la Maison de l'Estrapade, de la Maison de la Cave aux Moines et de la Maison du Maure.
Les autorités, avaient consulté à l'époque Victor Hugo — alors en séjour à Bruxelles et grand admirateur de la Grand-Place où il habita — décidèrent sur l'avis du poète d'imiter l'Hôtel de Ville de Louvain et de demander à des sculpteurs de remplir la façade qui en était dépourvue, de statues romantiques rappelant des personnages du Moyen Âge.[réf. nécessaire]

### Le classement
L'hôtel de ville fait l'objet d'un classement au titre des monuments historiques depuis le 9 mars 1936,.

## Architecture

### Hôtel de ville gothique

#### La tour
La tour n'a jamais rempli le rôle de beffroi — ce qui explique sa structure légère et purement ornementale ne lui permettant pas de supporter de lourdes cloches communales et d'avoir un service de guet — construite alors que le beffroi de Bruxelles situé devant l'église de Saint-Nicolas remplissait son rôle depuis longtemps et qu'il ne faut donc pas confondre avec lui, bien que l'on surnomme parfois à tort la tour beffroi. La tour est constituée de deux parties très différentes formant cependant un ensemble harmonieux : une base carrée datant de la première phase de construction et une tour-lanterne édifiée par Jan van Ruysbroeck près d'un demi-siècle plus tard.
La base carrée est percée d'un portail ogival (voir plus bas) surmonté de la même décoration que l'aile gauche : fenêtres à meneaux au premier étage, rang de statues, puis fenêtres à meneaux inscrites sous tympan trilobé au deuxième étage. Cette tour carrée se prolonge ensuite par deux étages percés chacun d'une paire de baies ogivales sur la face orientée vers la Grand-Place.
Vient ensuite la tour-lanterne octogonale finement ajourée, soutenue à sa base par quatre tourelles à contrefort, elles aussi octogonales. Elle comporte trois niveaux percés d'élégantes baies ogivales ajourées et ornés d'une profusion d'arcatures, de parapets et de gargouilles, et se termine par une remarquable flèche ajourée rehaussée de dorures et surmontée de la statue de saint Michel terrassant le dragon, saint patron de la ville de Bruxelles.

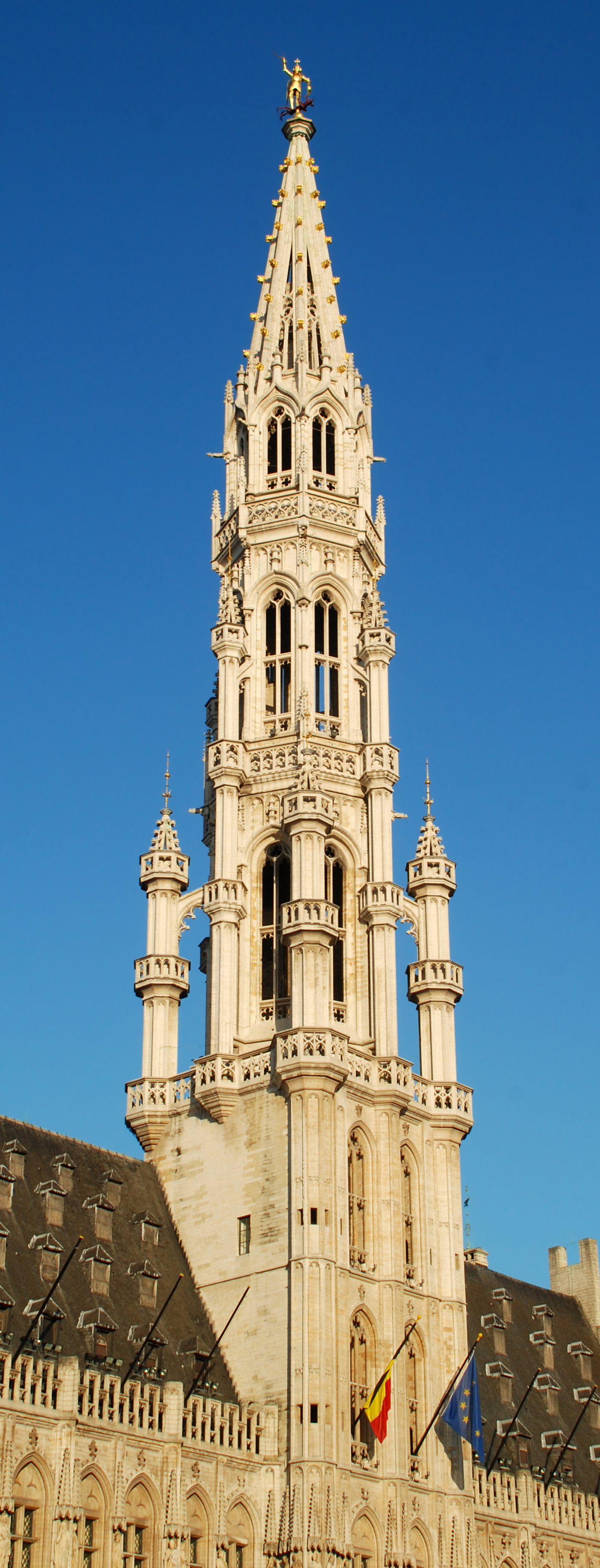
Vue d'ensemble de la tour.
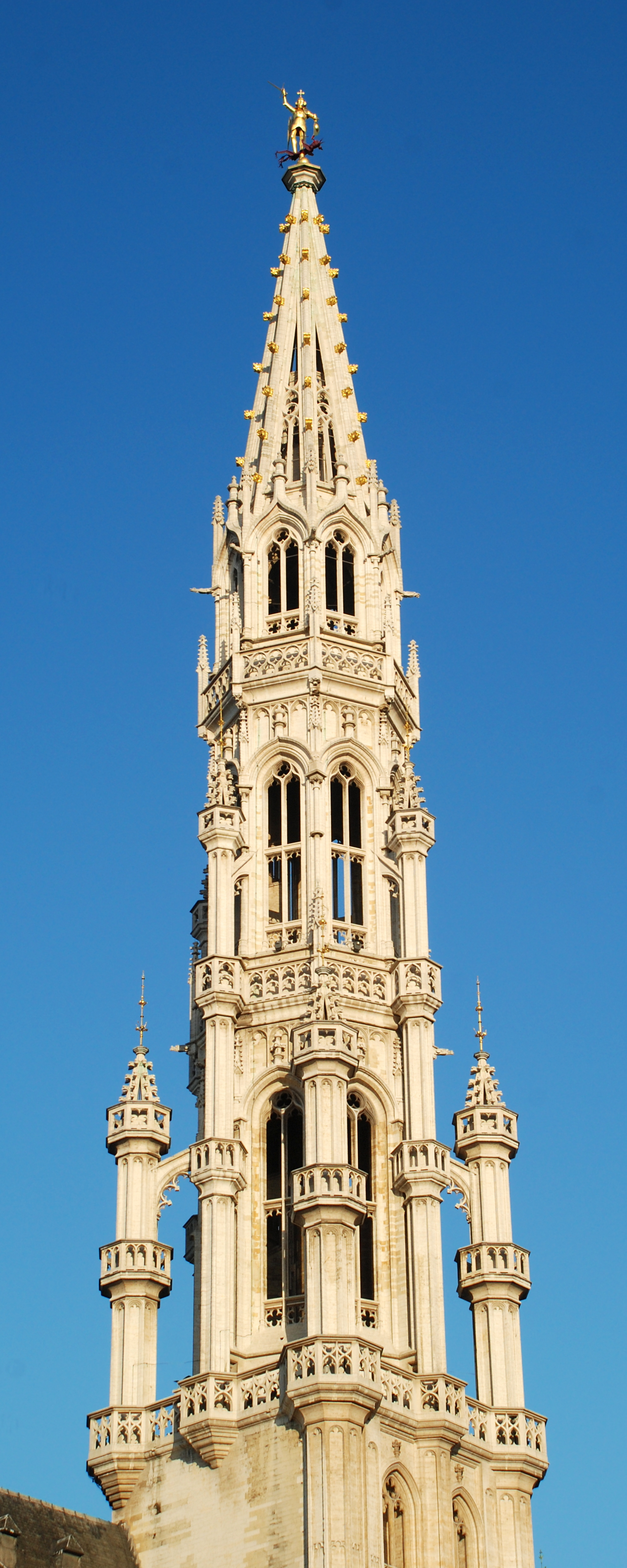
La tour-lanterne de van Ruysbroeck.
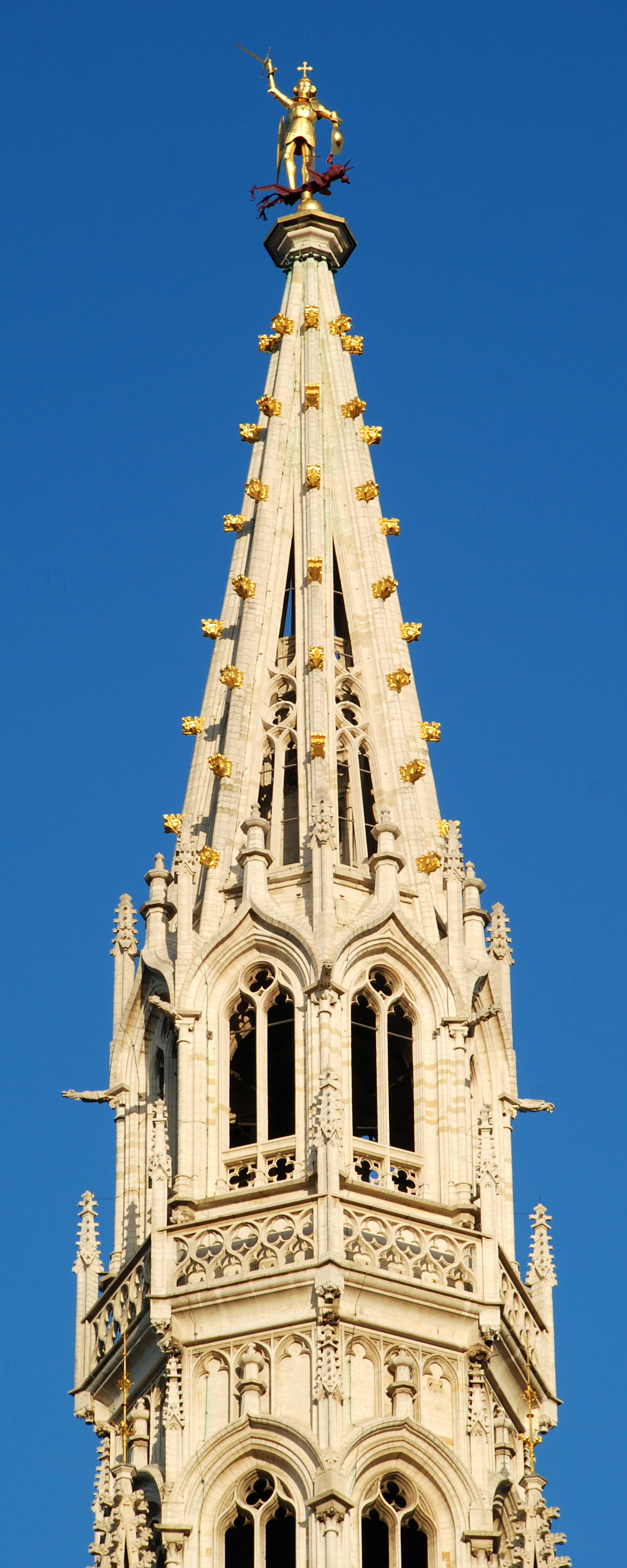
La partie supérieure de la tour.
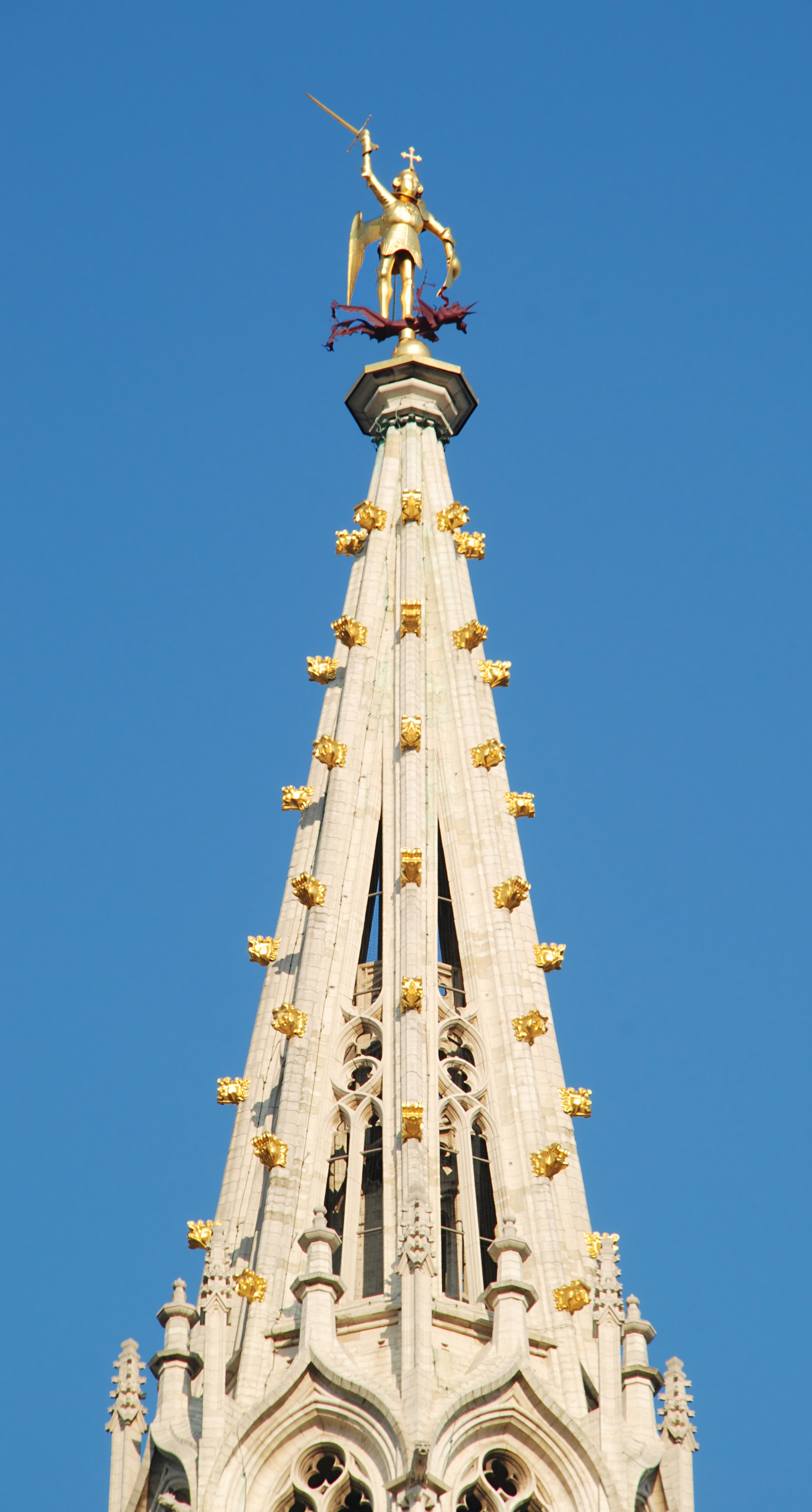
La flèche et la statue de saint Michel.
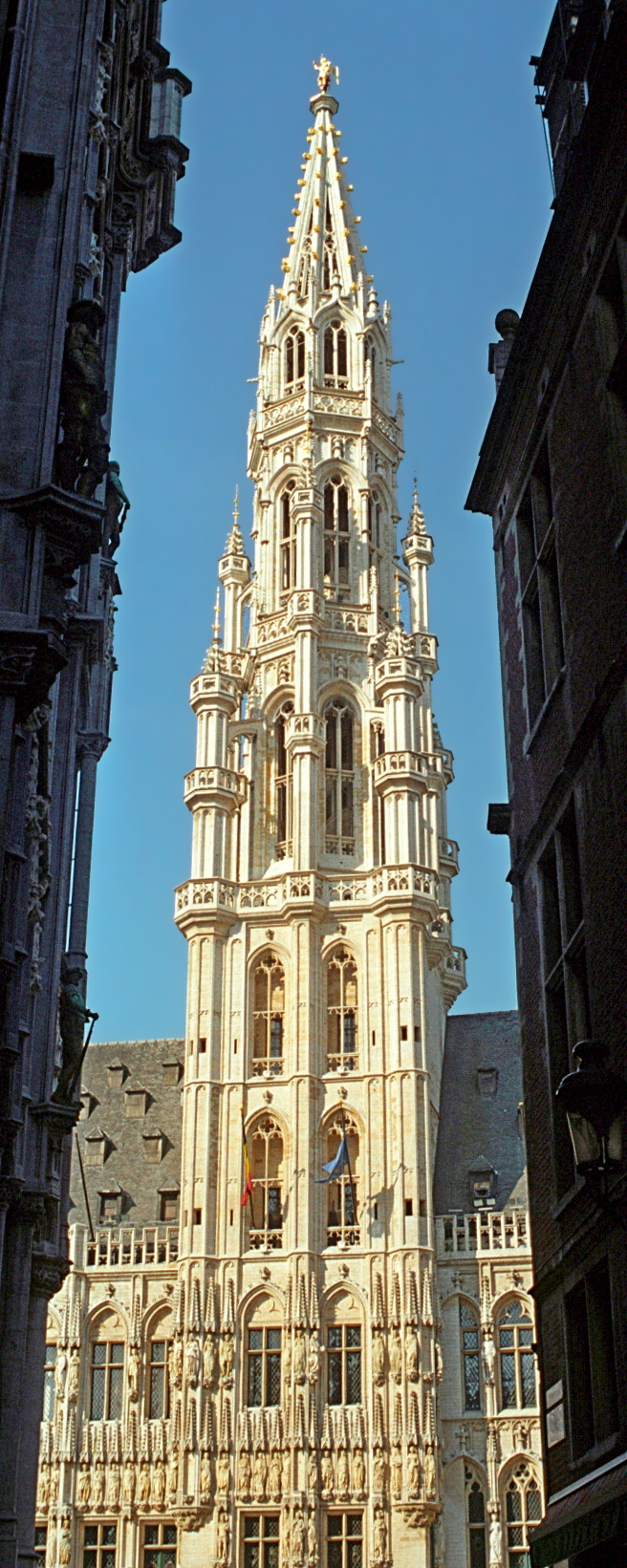
Vue depuis la rue Chair et Pain.

#### La statue de saint Michel
La flèche est surmontée de la statue de saint Michel, saint patron de la ville de Bruxelles, terrassant le dragon : cette statue est une œuvre de Martin Van Rode, placée sur la tour en 1454. Retirée dans les années 1990 et remplacée par une copie. L'originale est conservée au musée de la ville de Bruxelles.
Cette statue est faite de plaques de métal agencées et non de dinanderie. Vue de près, elle semble maladroite et mal proportionnée mais ces déformations disparaissent quand on la regarde de la place, d'où elle paraît élégamment proportionnée.
Le dragon symbolise le Diable ou Satan d'après l'Apocalypse : 
- Apocalypse, 12, 9 : "Ainsi fut culbuté le grand Dragon, le Serpent primitif, appelé Diable et Satan."
- Apocalypse, 20, 2 : "Je vis encore un ange descendre du ciel : il tenait à la main la clef de l'abîme et une grande chaîne. Il maîtrisa le Dragon, le serpent primitif, qui n'est autre que le Diable et Satan".

La statue de saint Michel
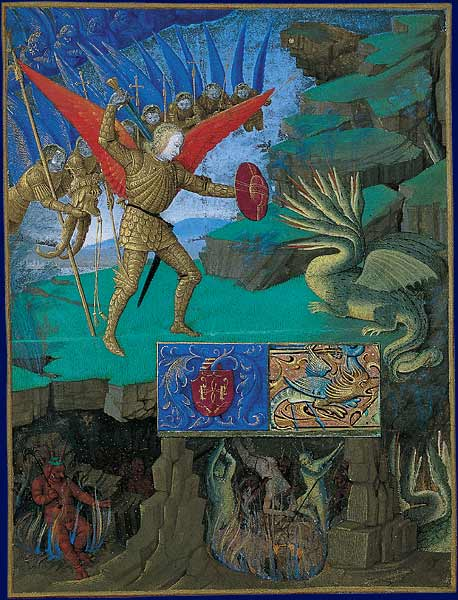
Représentation de saint Michel terrassant le dragon. Jean Fouquet, Livre d'heures d'Étienne Chevalier.
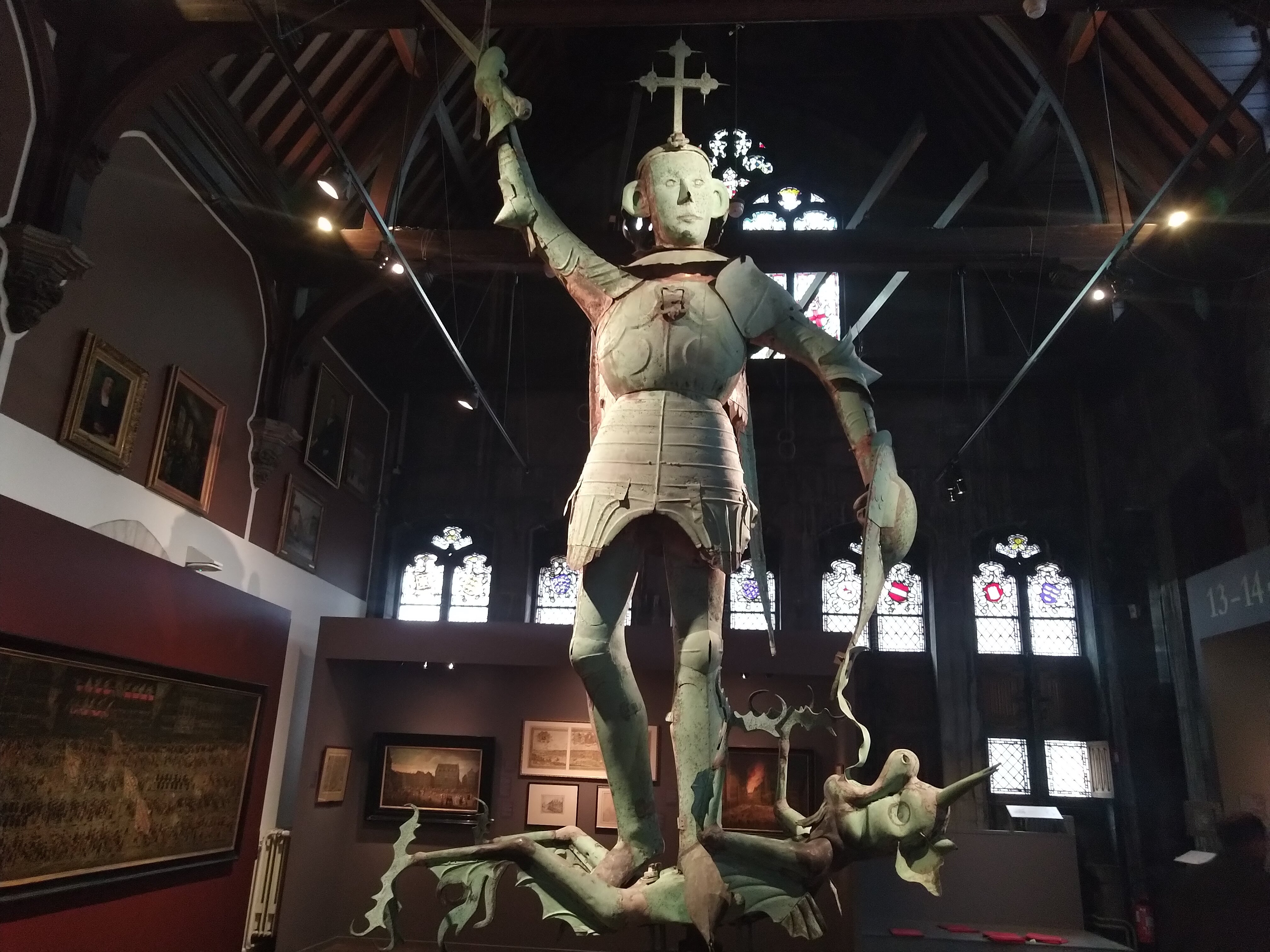
La statue originale conservée au musée de la ville de Bruxelles.
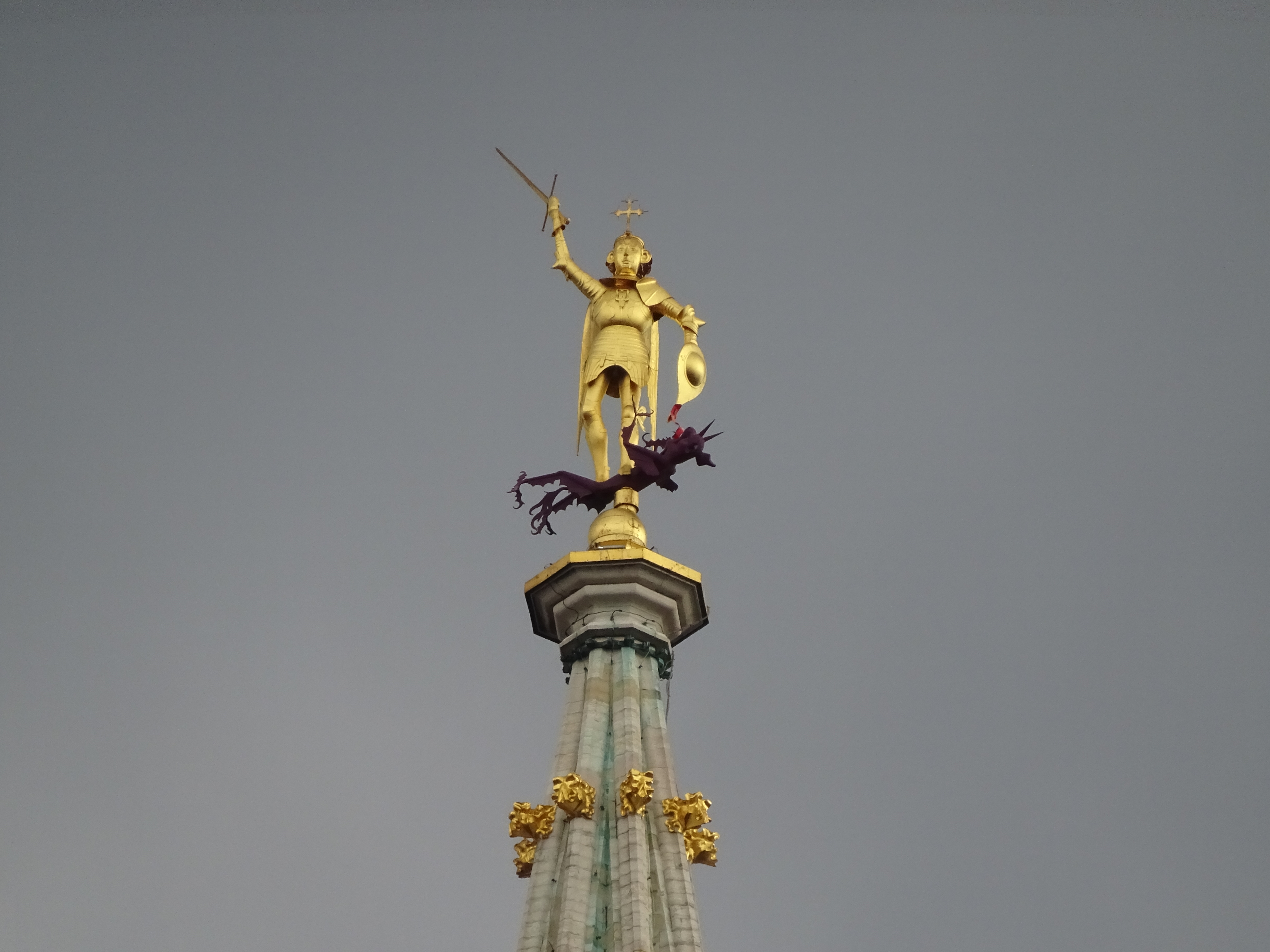
La copie de la statue placée au sommet de la tour.

#### Le portail

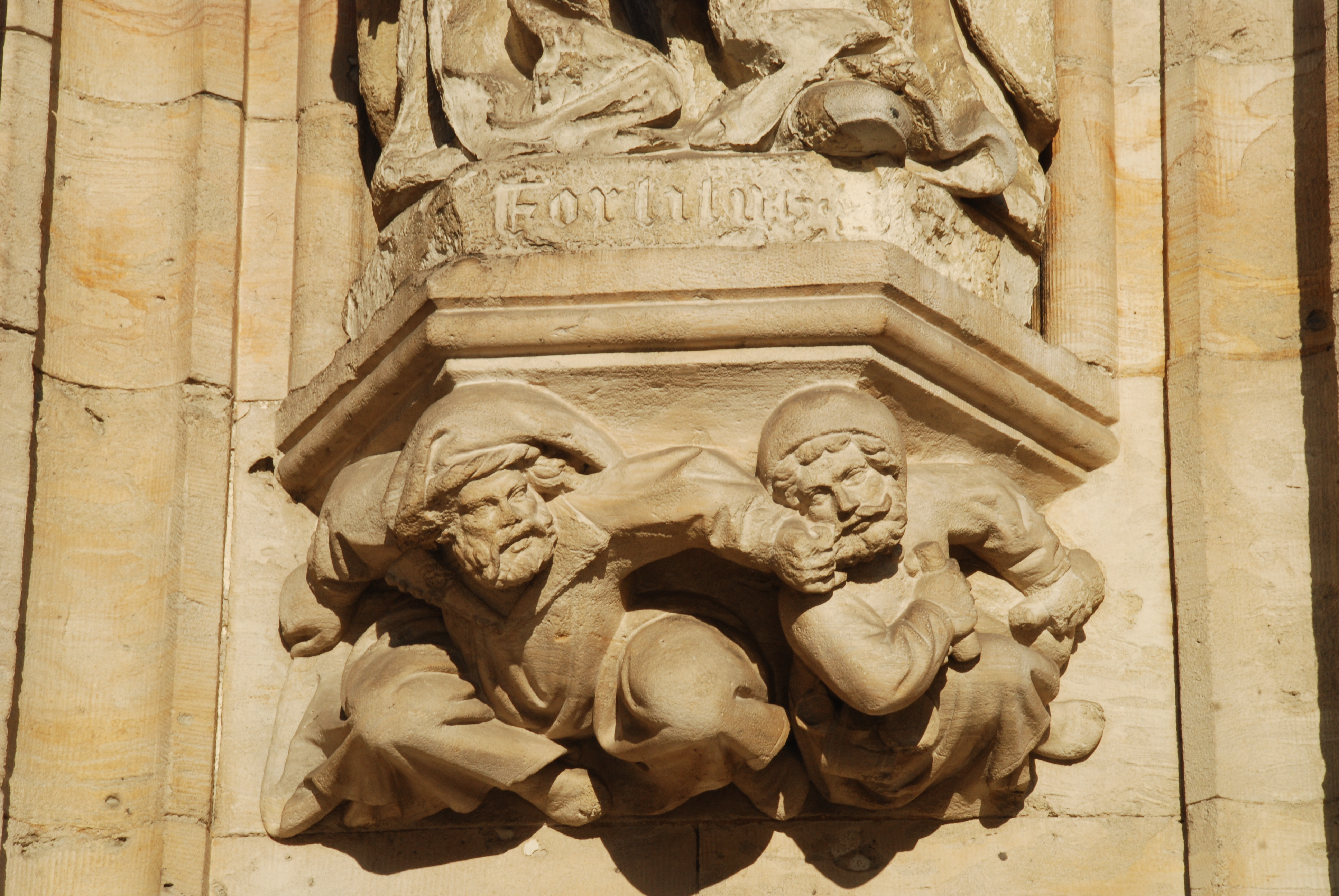
Cul-de-lampe historié.

La base de la tour est percée d'un portail ogival surmonté d'un tympan figurant saint Michel entouré de saint Sébastien, saint Christophe, saint Georges et saint Géry (Gaugericus) qui, selon la légende, éleva une chapelle qui serait à l'origine de la ville de Bruxelles.
De part et d'autre de ce portail se dressent les statues des quatre Vertus cardinales : Prudentia (la Prudence) et Justitia (la Justice) à gauche, Fortitudo (la Force) et Temperantia (la Tempérance) à droite.
Les statues des Vertus sont supportées par des culs-de-lampe historiés très expressifs.
Le tympan, les statues et les culs-de-lampe ne datent pas de l'époque gothique mais des restaurations du XIXe siècle.

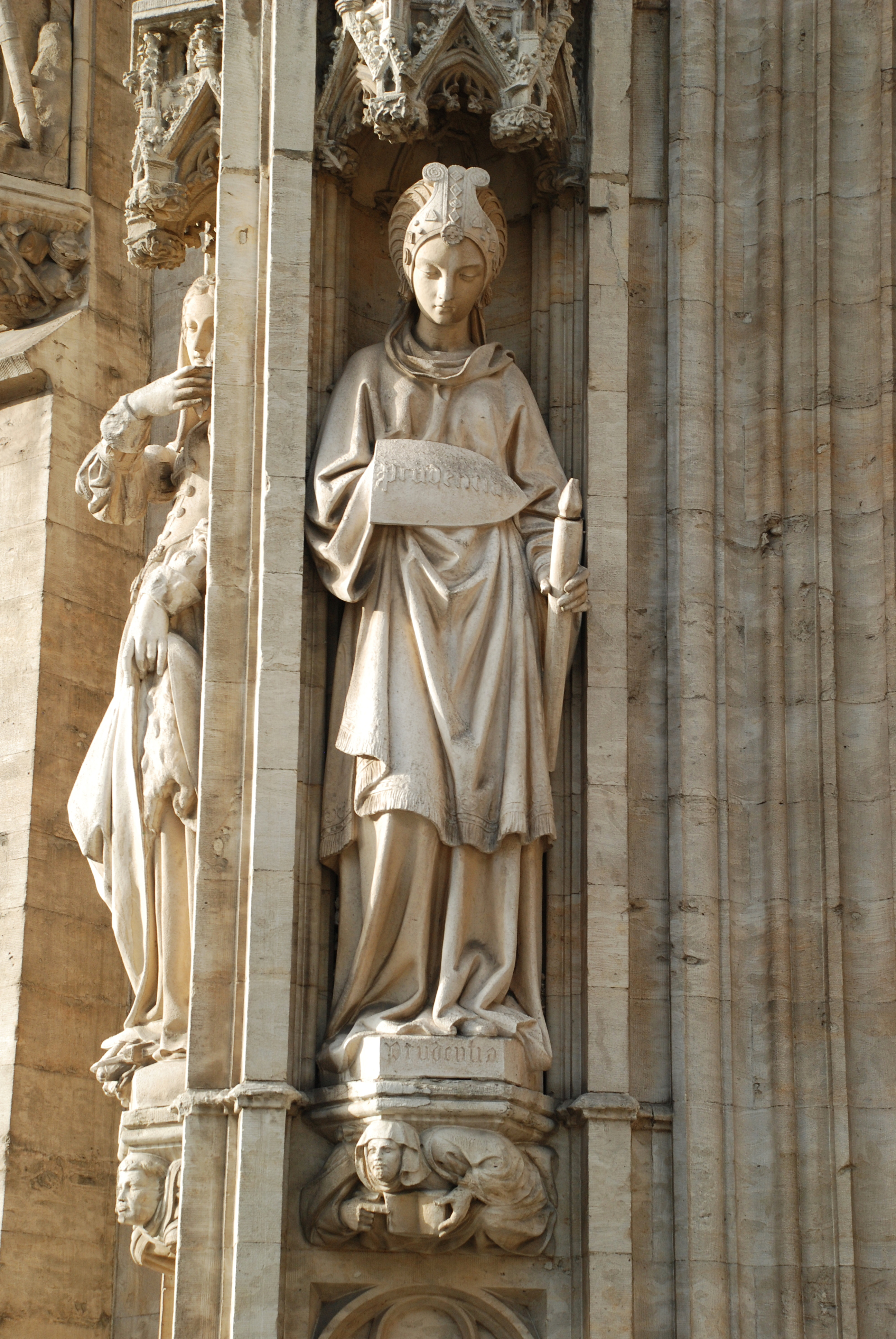
Prudentia.
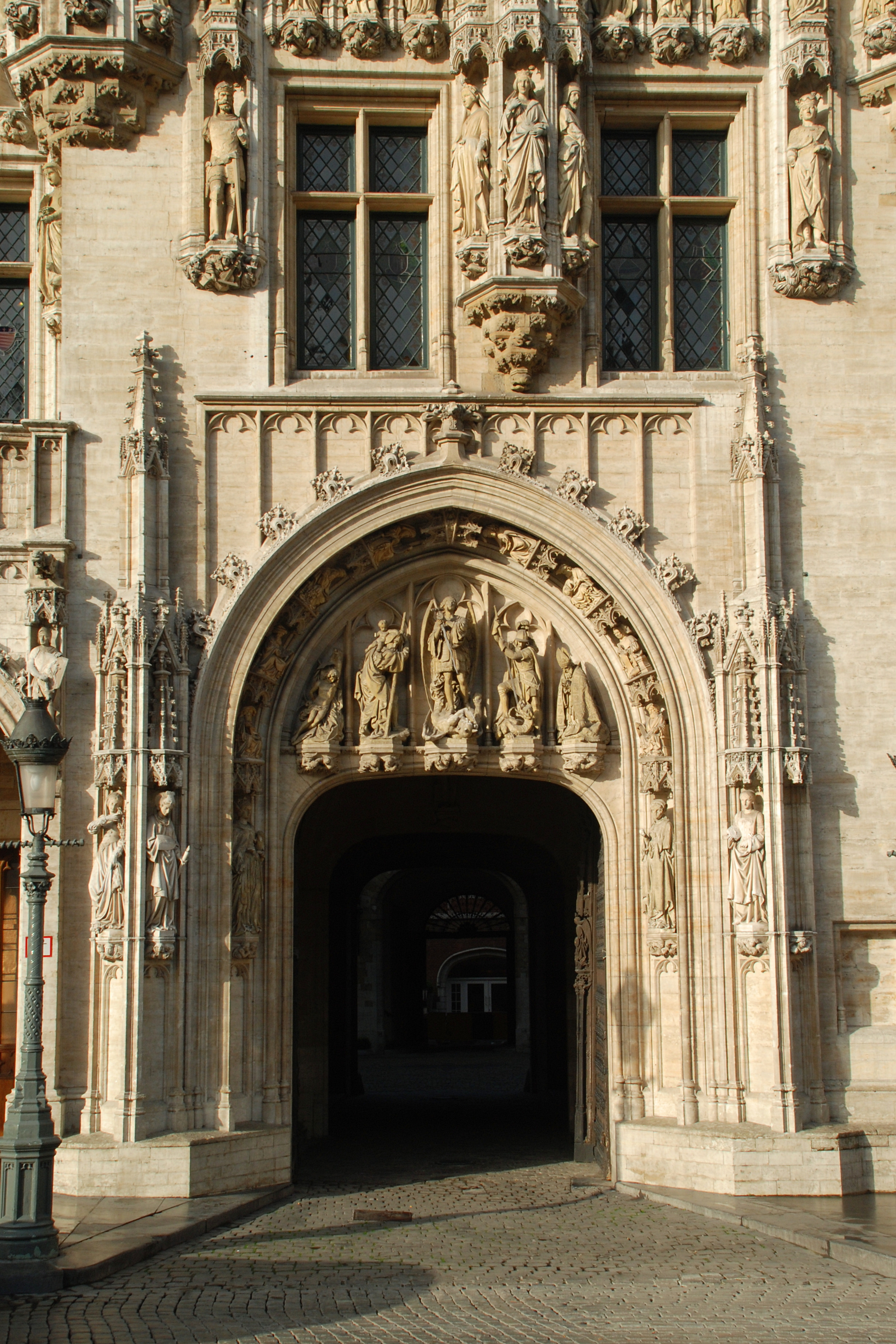
Le portail.
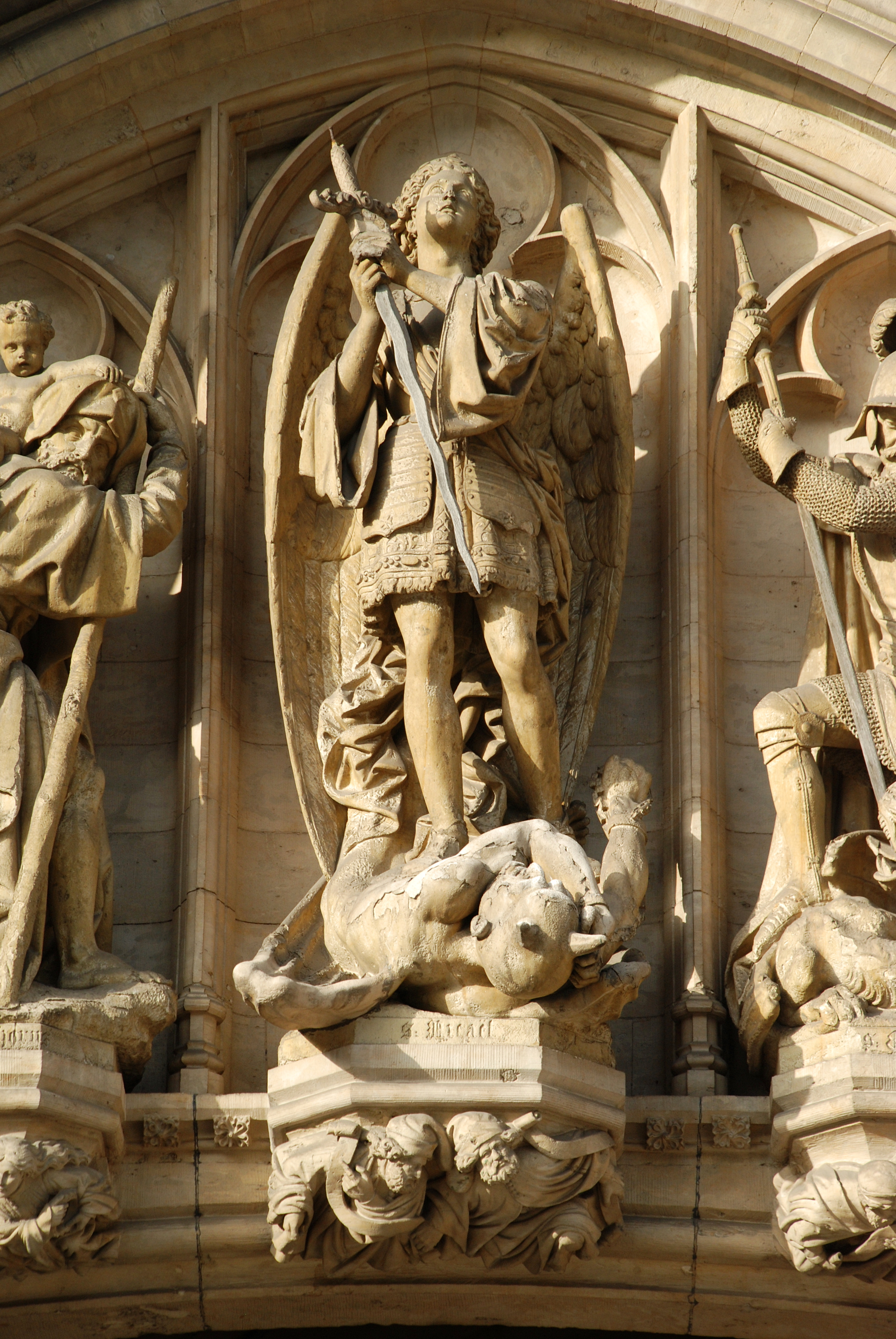
Saint Michel.
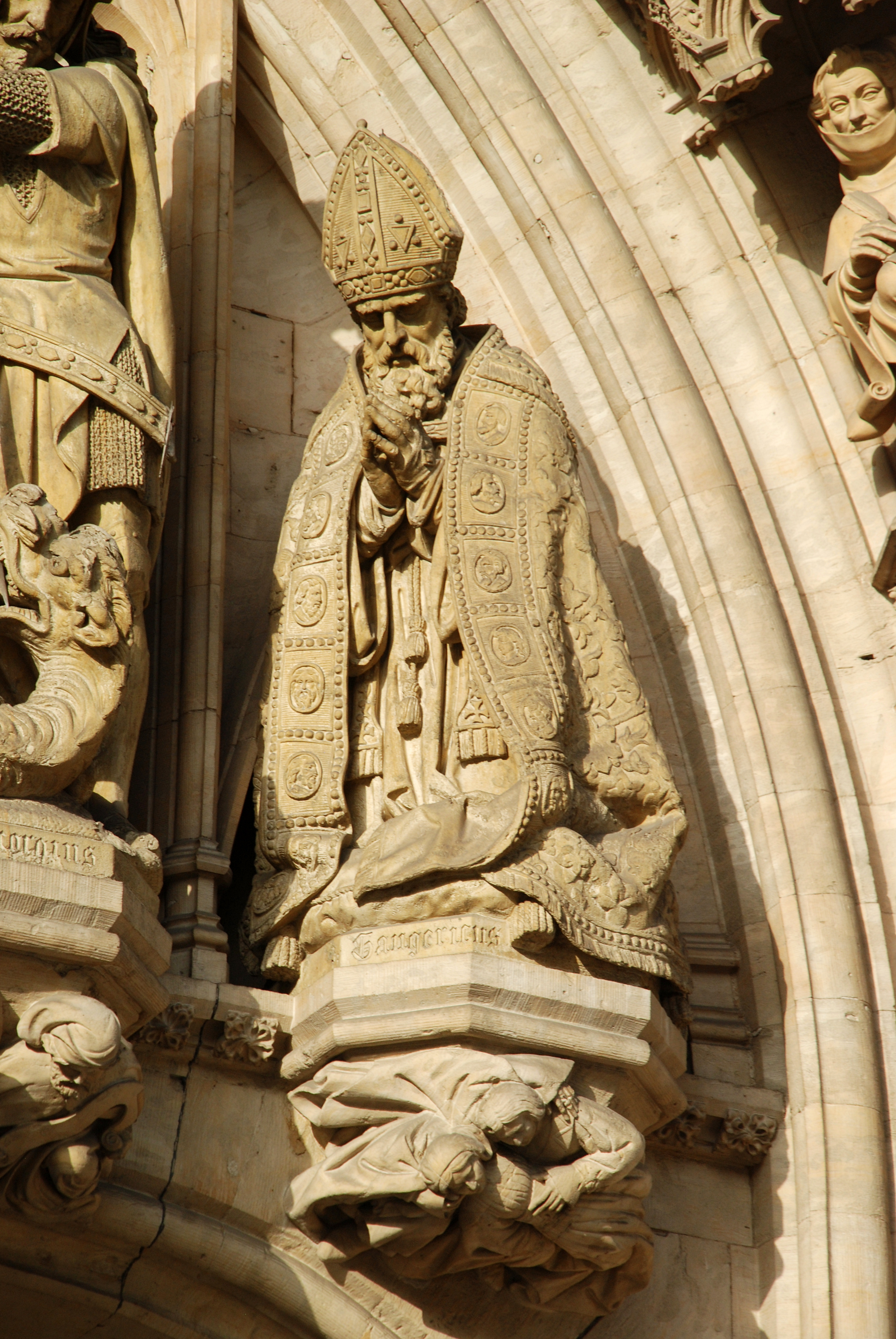
Saint Géry.

#### La façade principale

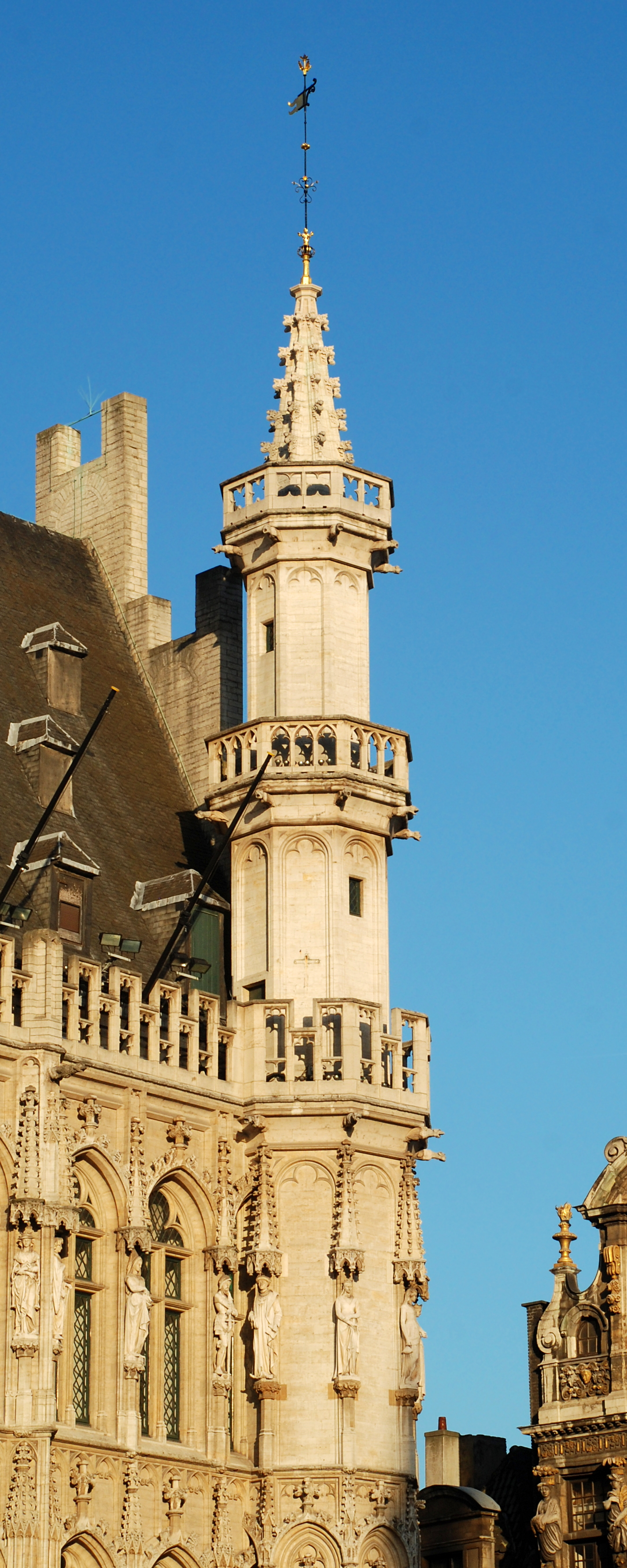
Tourelle d'angle.

La façade principale de l'hôtel de ville est constituée de deux ailes asymétriques encadrant la tour et terminées par des tourelles d'angle.
Chaque aile est constituée d'arcades, d'un balcon, de deux étages percés de grandes fenêtres à meneaux et est surmontée d'une haute toiture en bâtière percée de nombreuses lucarnes à croupe.
La façade est ornée de nombreuses statues représentant les ducs et duchesses de Brabant. Chacune de ces statues repose sur un cul-de-lampe historié et est abritée sous un dais de pierre finement ciselé surmonté d'un pinacle en pierre de forme pyramidale orné de feuillages et sommé d'un fleuron.
Ces deux ailes présentent plusieurs asymétries :
- l'aile gauche (la plus ancienne) est constituée de dix travées alors que l'aile droite n'en compte que sept;
- l'aile gauche compte onze arcades alors que l'aile droite n'en compte que six;
- les fenêtres du premier étage sont de simples fenêtres à meneaux à gauche alors qu'à droite ce sont des fenêtres ogivales intégrant un oculus trilobé;
- les fenêtres du premier étage sont surmontées d'une rangée de statues à gauche mais pas à droite;
- les baies du deuxième étage sont constituées de fenêtres à meneaux inscrites sous un arc ogival surmonté d'un arc trilobé qui est aveugle à gauche mais ajouré à droite.

Une vieille légende raconte que l'architecte qui a conçu le bâtiment s'est suicidé en se jetant du sommet de la tour après s'être rendu compte de cette asymétrie, alors que, en réalité, ces deux ailes ont été construites à des moments différents et par des architectes différents.
Les tourelles d'angle octogonales présentent plusieurs niveaux dont les faces sont ornées d'arcs trilobés. Chaque niveau se termine par huit gargouilles disposées radialement et est surmonté par un chemin de ronde au parapet ajouré. Le dernier niveau est couronné par une flèche de pierre ornée de feuillages et surmontée d'une girouette.

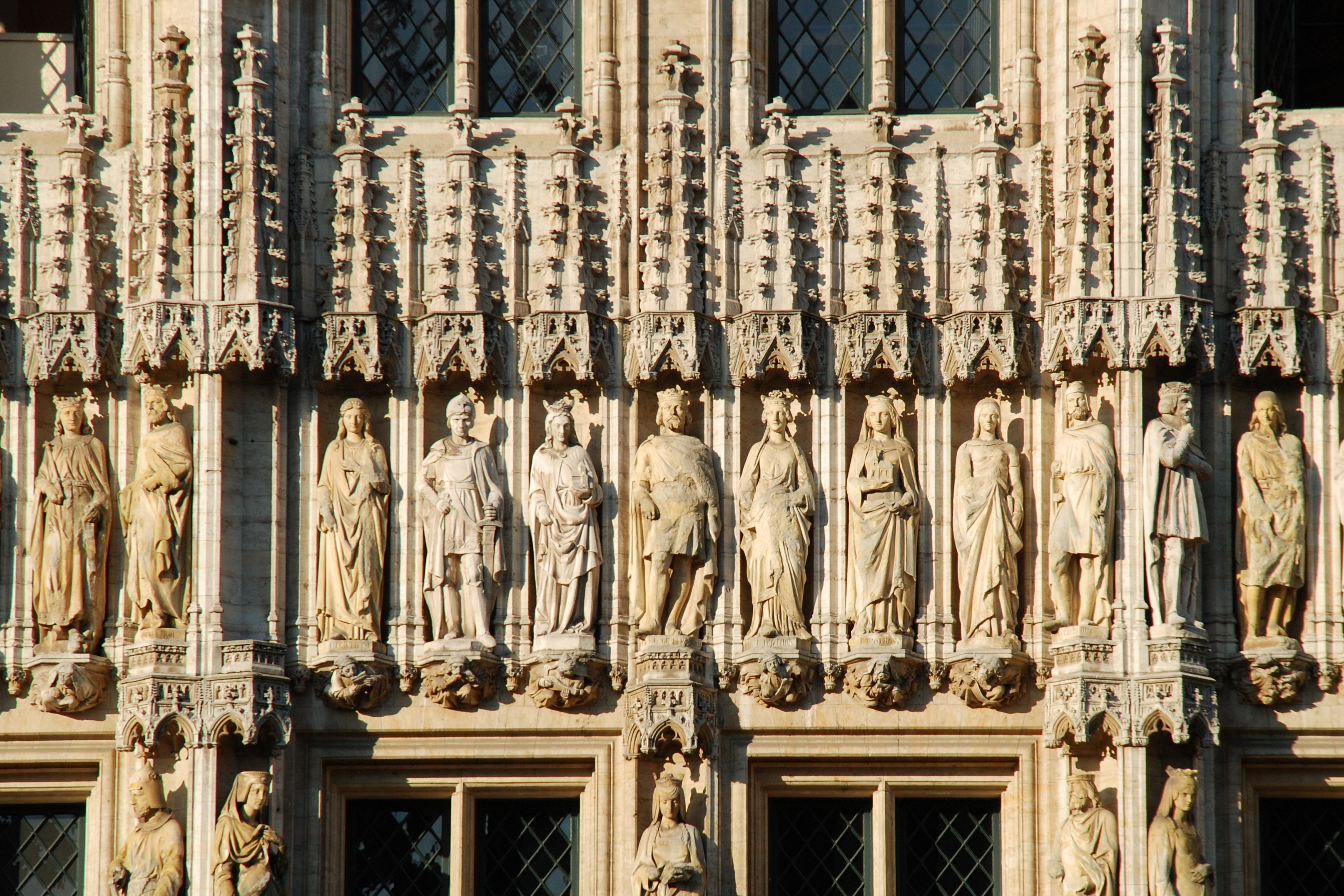
Statues des ducs et duchesses de Brabant.
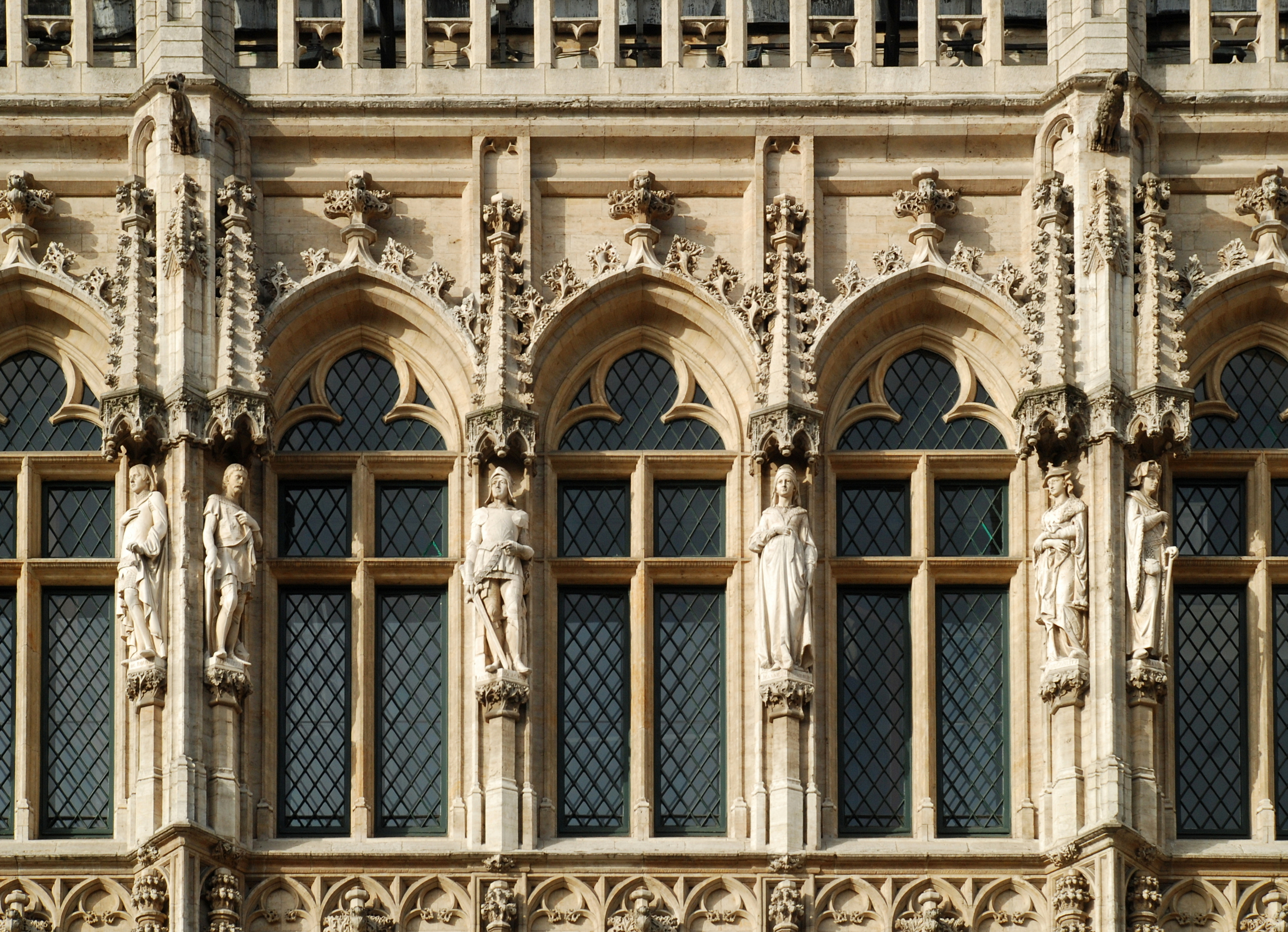
Les fenêtres du deuxième étage de l'aile droite.

#### Les arcades

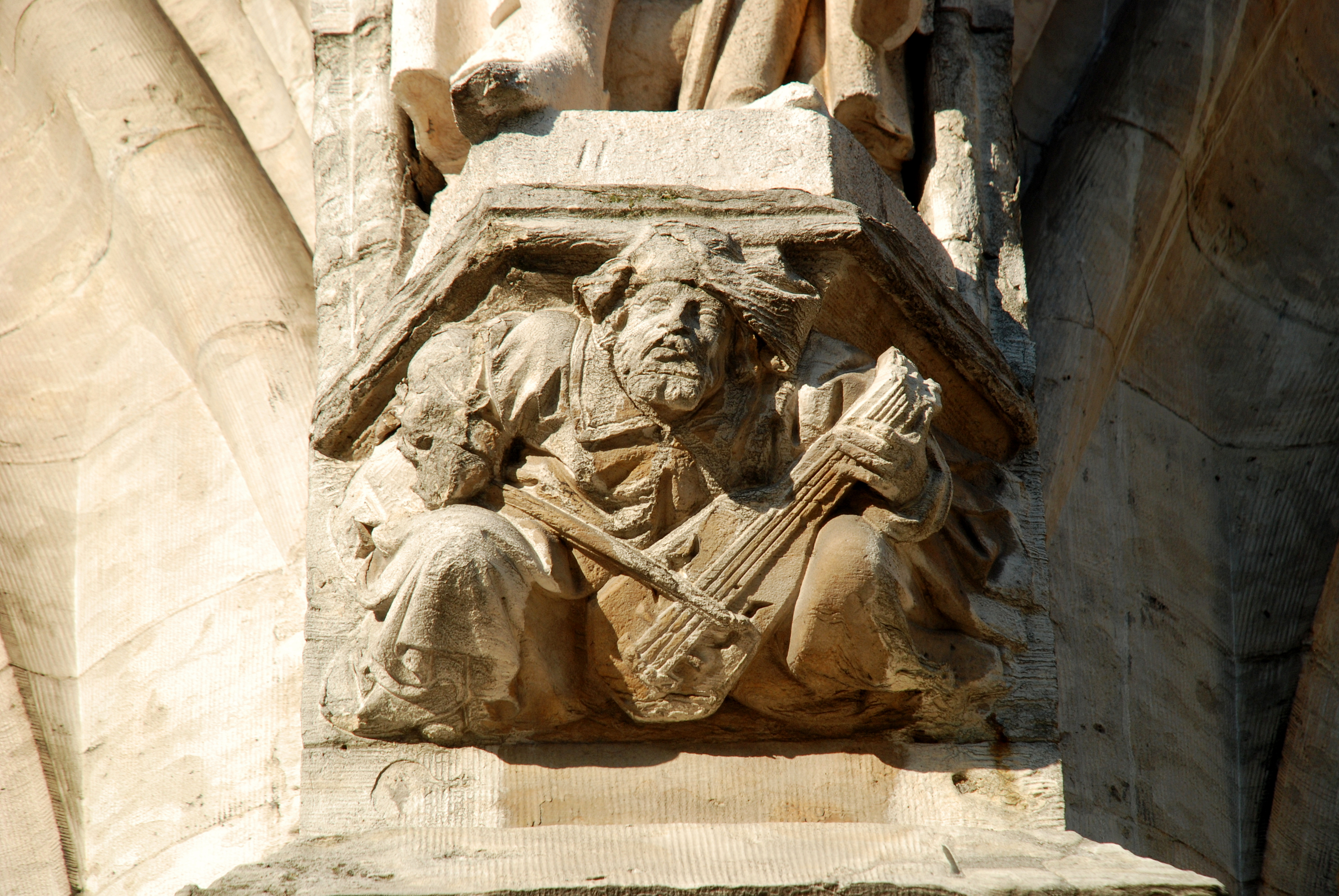
Joueur de vièle.

La base de la façade est ornée d'une galerie d'arcades. Ces arcades sont  fortement asymétriques comme il a été dit plus haut : l'aile gauche compte onze arcades (dont une arcade aveugle située sous la tourelle d'angle) alors que l'aile droite n'en compte que six.
Ces arcades ogivales présentent un extrados orné de feuilles de chou, motif typique du style gothique brabançon. Chacune d'elles est sommée d'un fleuron, également orné de feuilles de chou, et est surmontée d'une arcature d'arcs trilobés.
Les arcs sont supportés par des piliers ornés de statues de chevaliers et écuyers des Lignages de Bruxelles.
Ces statues reposent sur des culs de lampe historiés souvent très expressifs, parmi lesquels on notera un joueur de vièle et un joueur de guiterne.

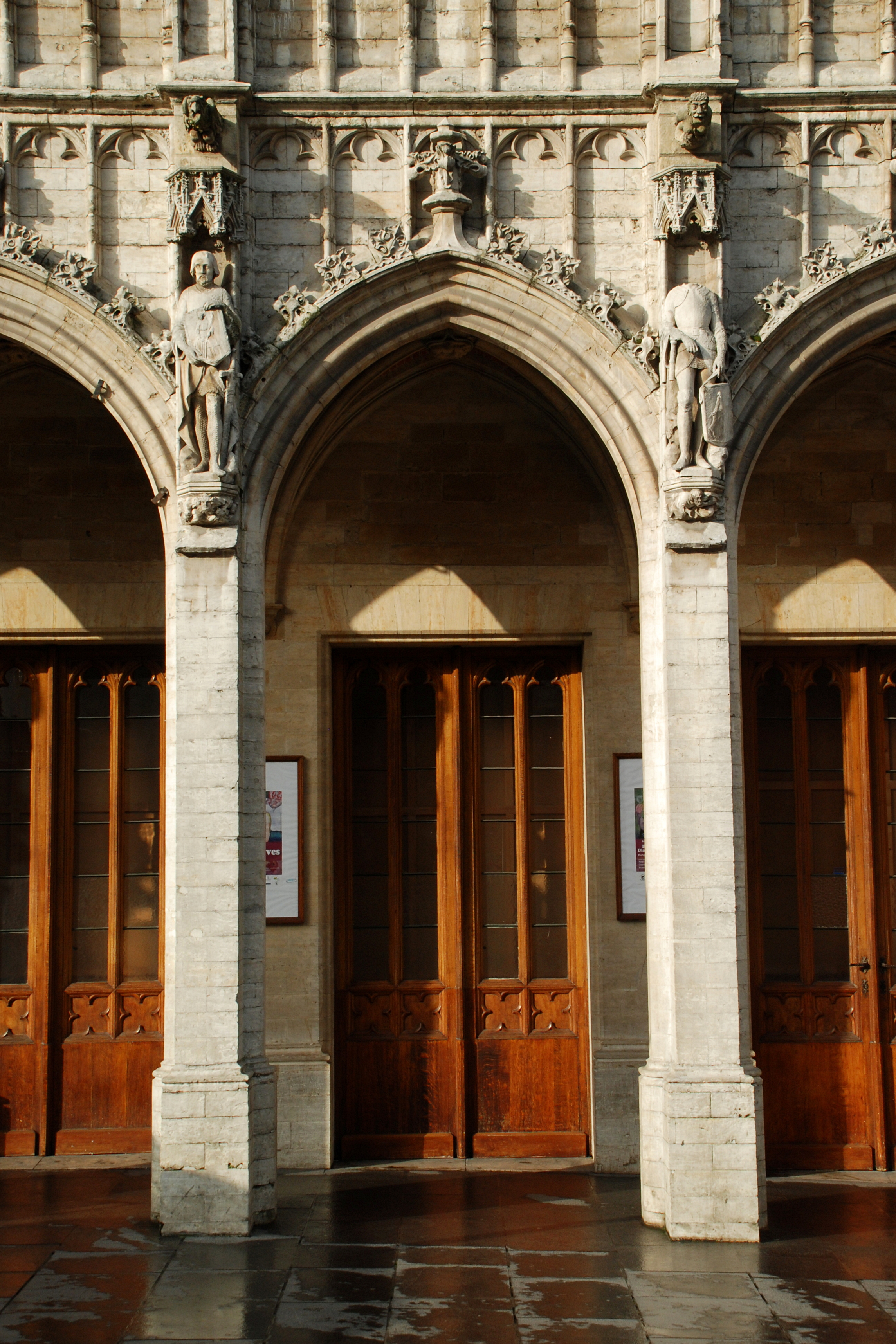
Arcade de l'aile gauche.
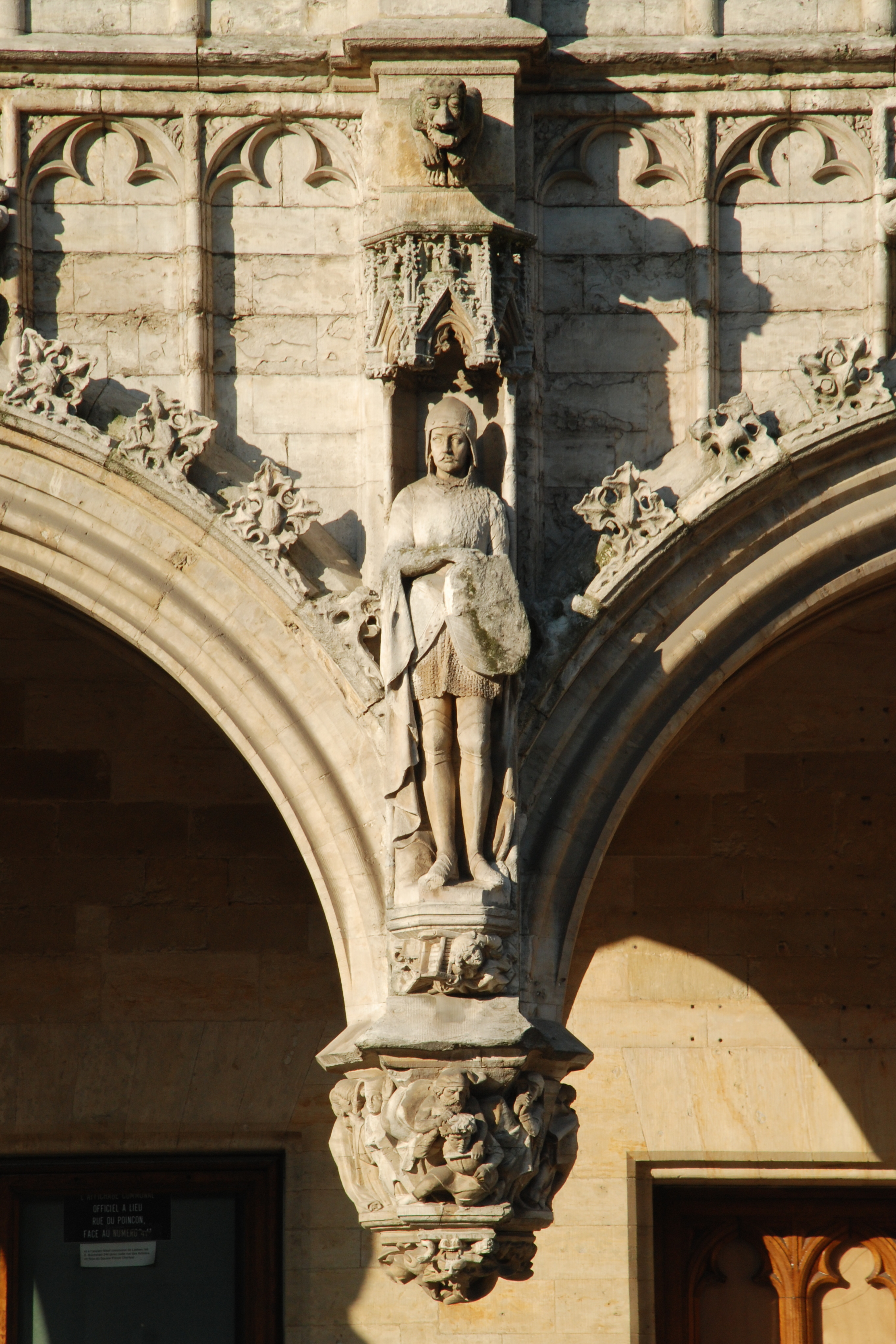
Chevalier des Lignages de Bruxelles.
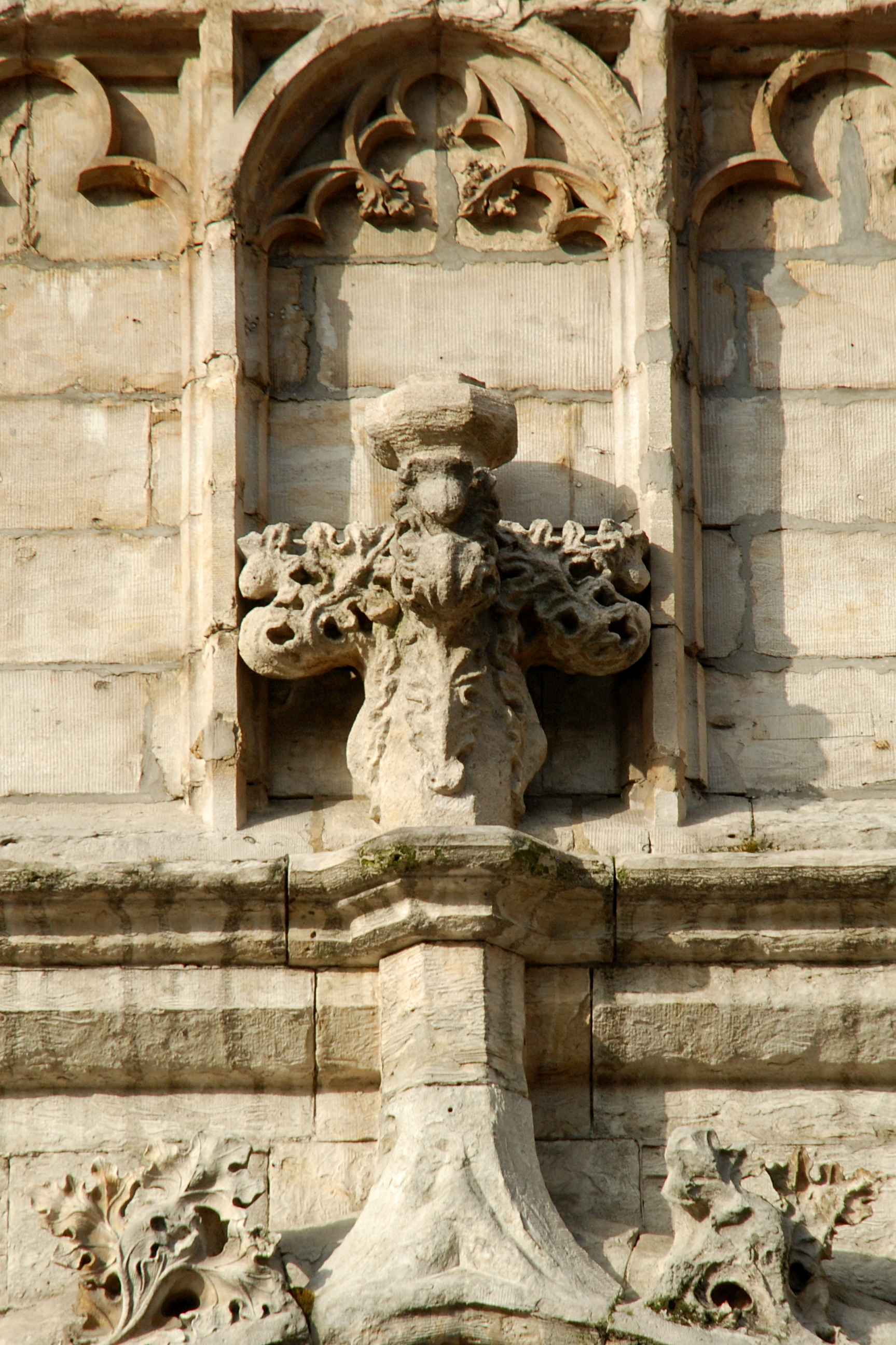
Fleuron, feuilles de chou et arcature d'arcs trilobés.

#### Le souvenir des maisons disparues
L'édification de l'aile droite impliqua la démolition en 1444 de trois maisons appelées De Scupstoel, 's Papenkeldere et De Moor, ce que l'on peut traduire par « Maison de l'Estrapade », « Maison de la Cave aux Moines » et « Maison du Maure ».
La « Maison de l'Estrapade » et ses deux voisines n'existent plus mais leur souvenir est conservé dans la galerie ouest de l'hôtel de ville.
Chacune des trois maisons disparues y est représentée symboliquement par deux arcades et par une colonne portant un chapiteau qui évoque le nom de la maison.
Les chapiteaux originaux ont été entreposés au Musée communal de la Ville de Bruxelles (Maison du Roi) et remplacés par des copies au XIXe siècle.

Les chapiteaux évoquant les maisons disparues
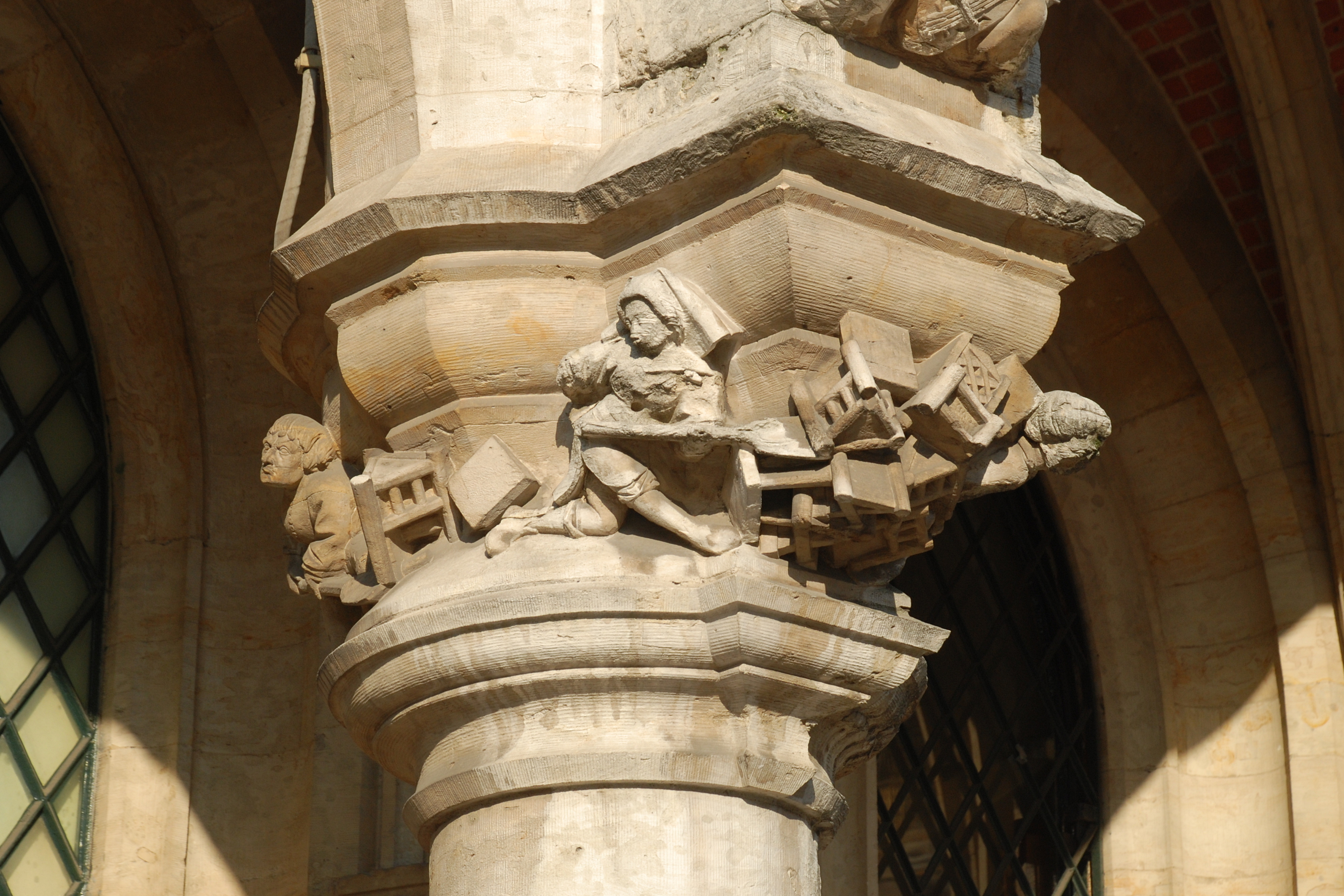
Maison de l'Estrapade.
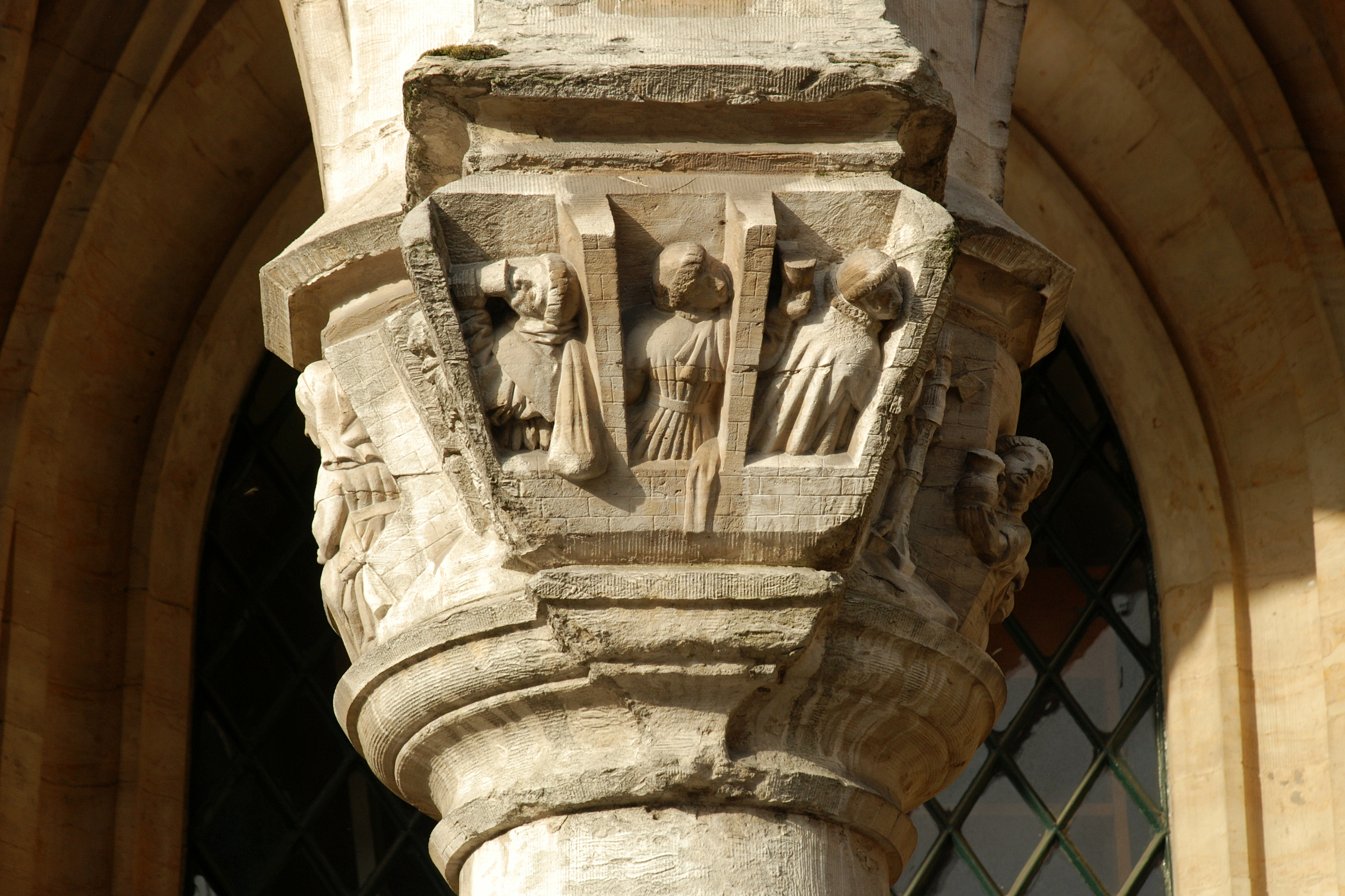
Maison de la Cave aux Moines.
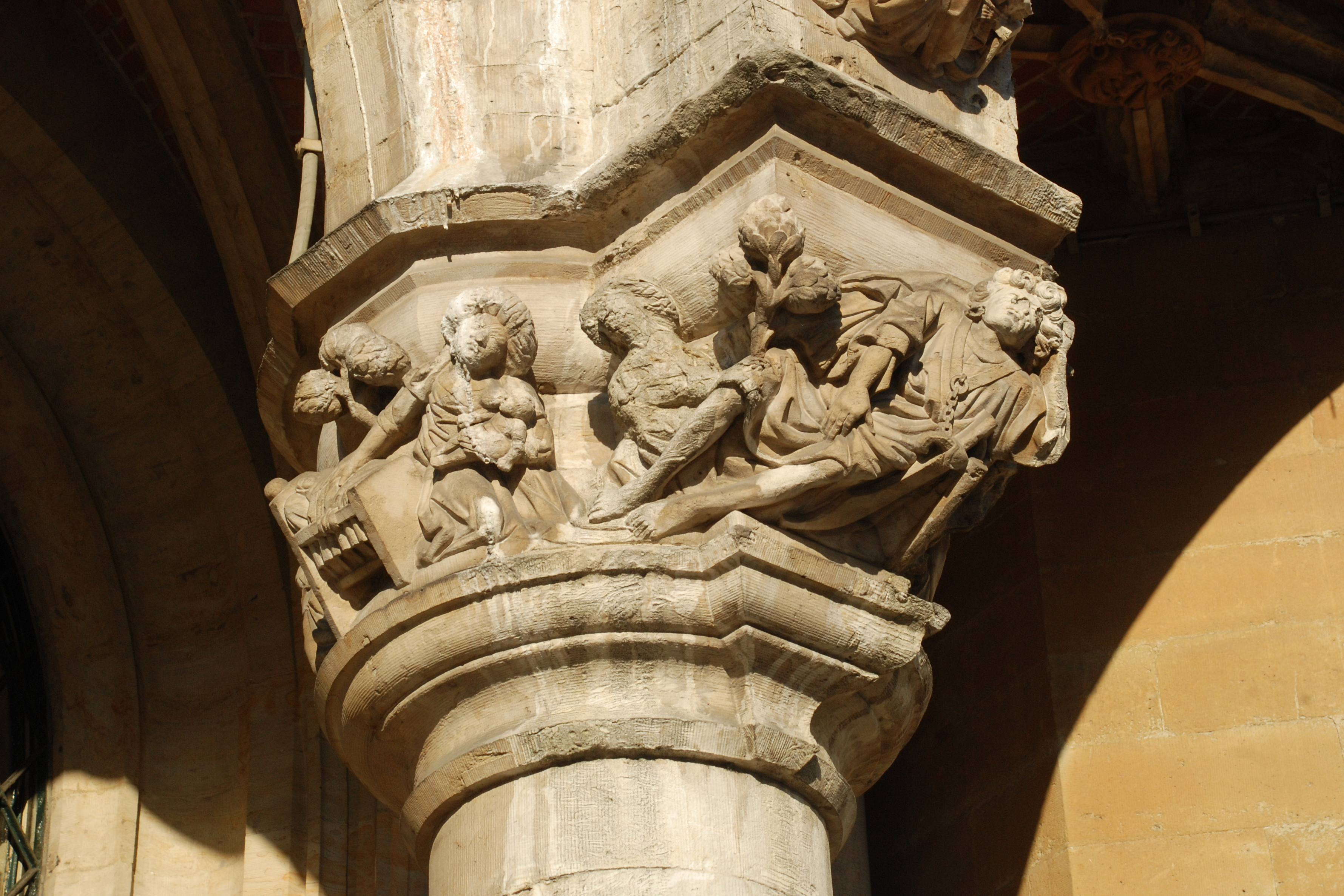
Maison du Maure.

#### Le perron

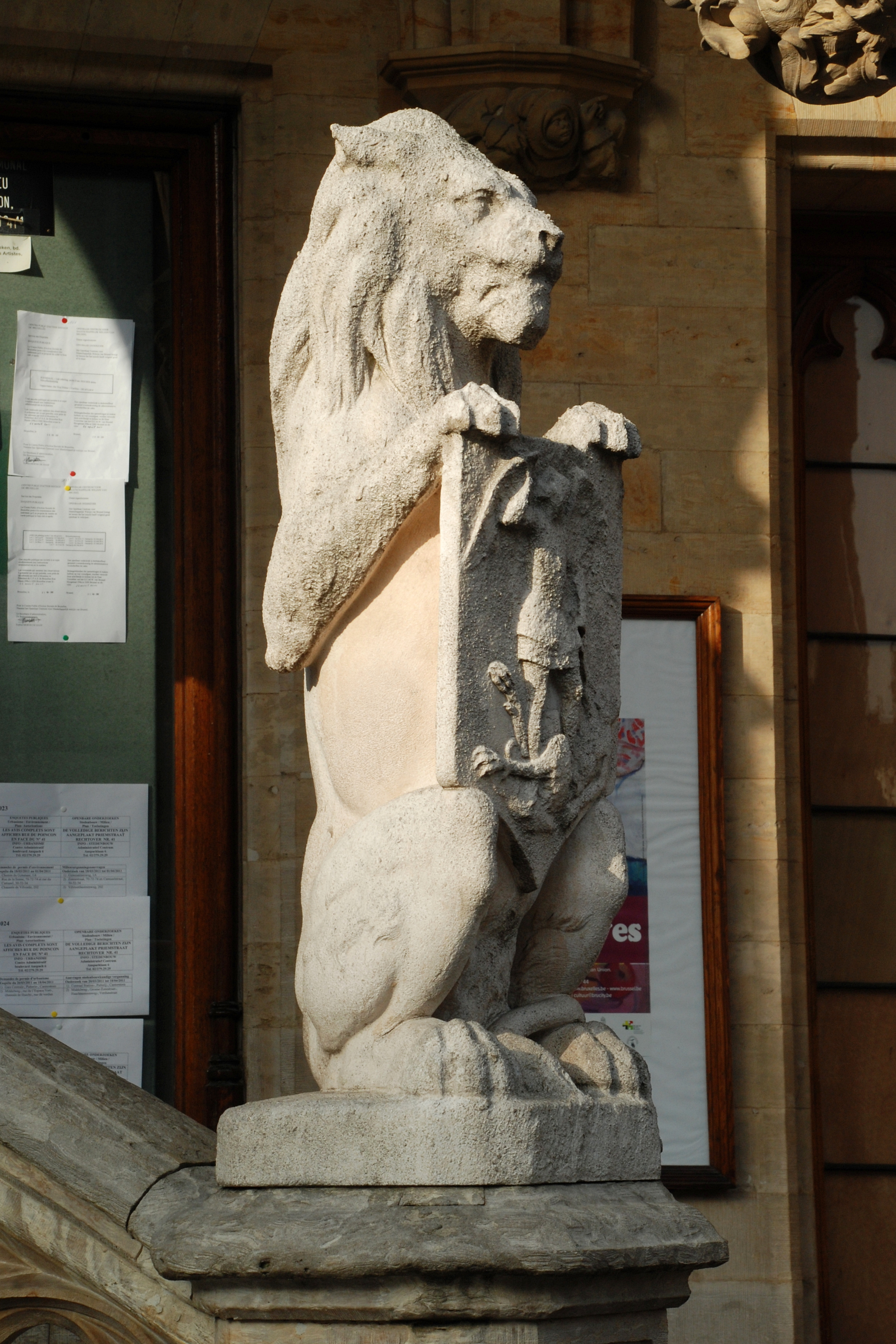
Lion du perron.

La galerie de l'aile gauche abrite un perron constitué d'un escalier, d'une balustrade en pierre percée de motifs quadrilobés et de deux colonnes surmontées chacune d'un lion assis portant les armes de Bruxelles (saint Michel terrassant le dragon). Ces lions ont été sculptés par G. De Groot en 1869, lors des restaurations du XIXe siècle.
De part et d'autre du perron, les piliers sont remplacés par des culs-de-lampe historiés représentant deux scènes tragiques impliquant des échevins de la ville de Bruxelles :
- à gauche, la légende d'Herkenbald[11] ou Archambault, version bruxelloise du juge intègre qui, sur son lit de mort, condamna à mort son neveu reconnu coupable de viol, avant de l'exécuter de sa propre main car l'officier chargé de l'exécution le soustrayait à la sentence;
- à droite, l'agression d'Éverard t'Serclaes par les hommes de main du seigneur de Gaasbeek, à la suite de laquelle il fut transporté à la « Maison de l'Étoile » située à gauche de l'hôtel de ville, avant d'y décéder le 31 mars 1388.

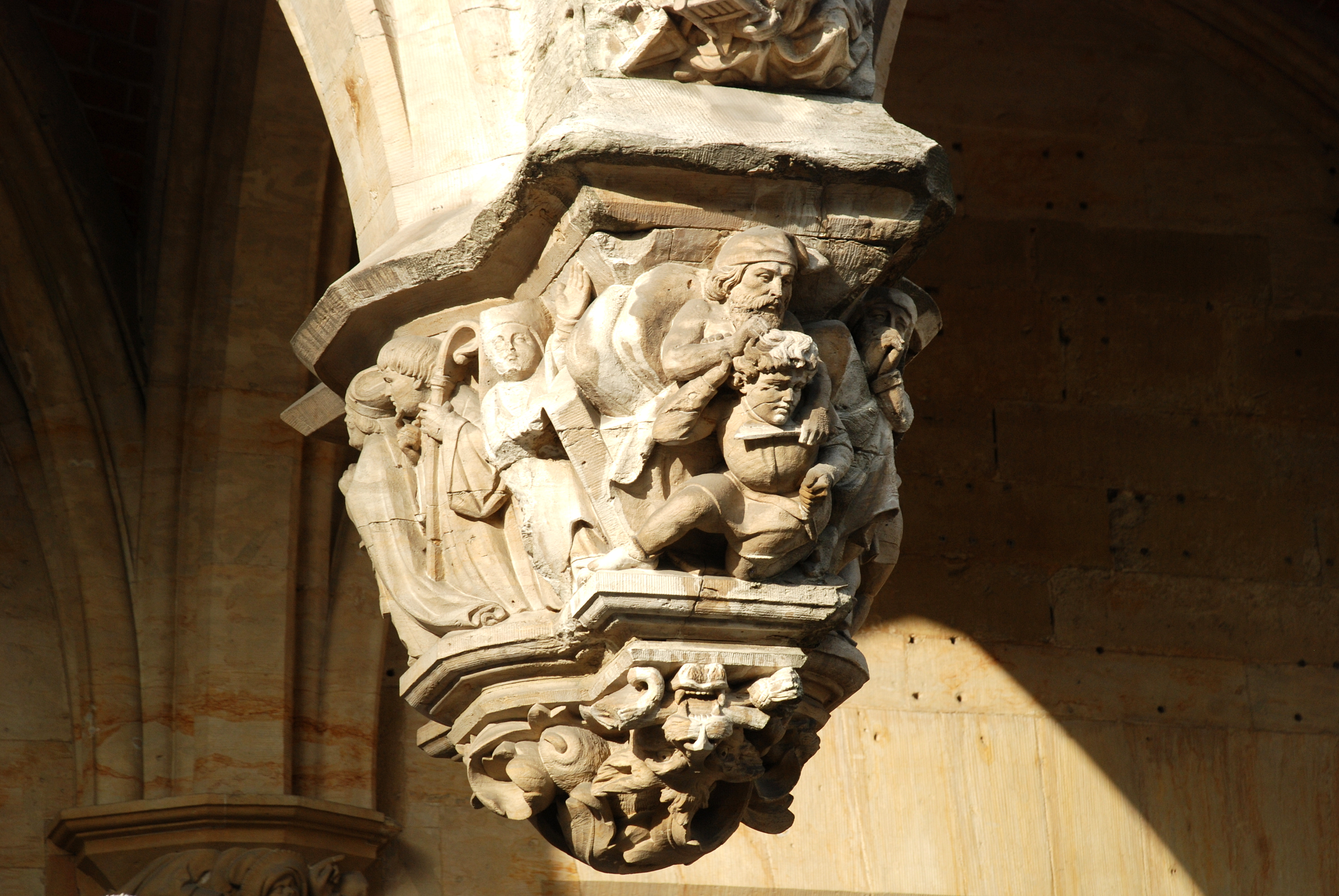
La légende d'Herkenbald.
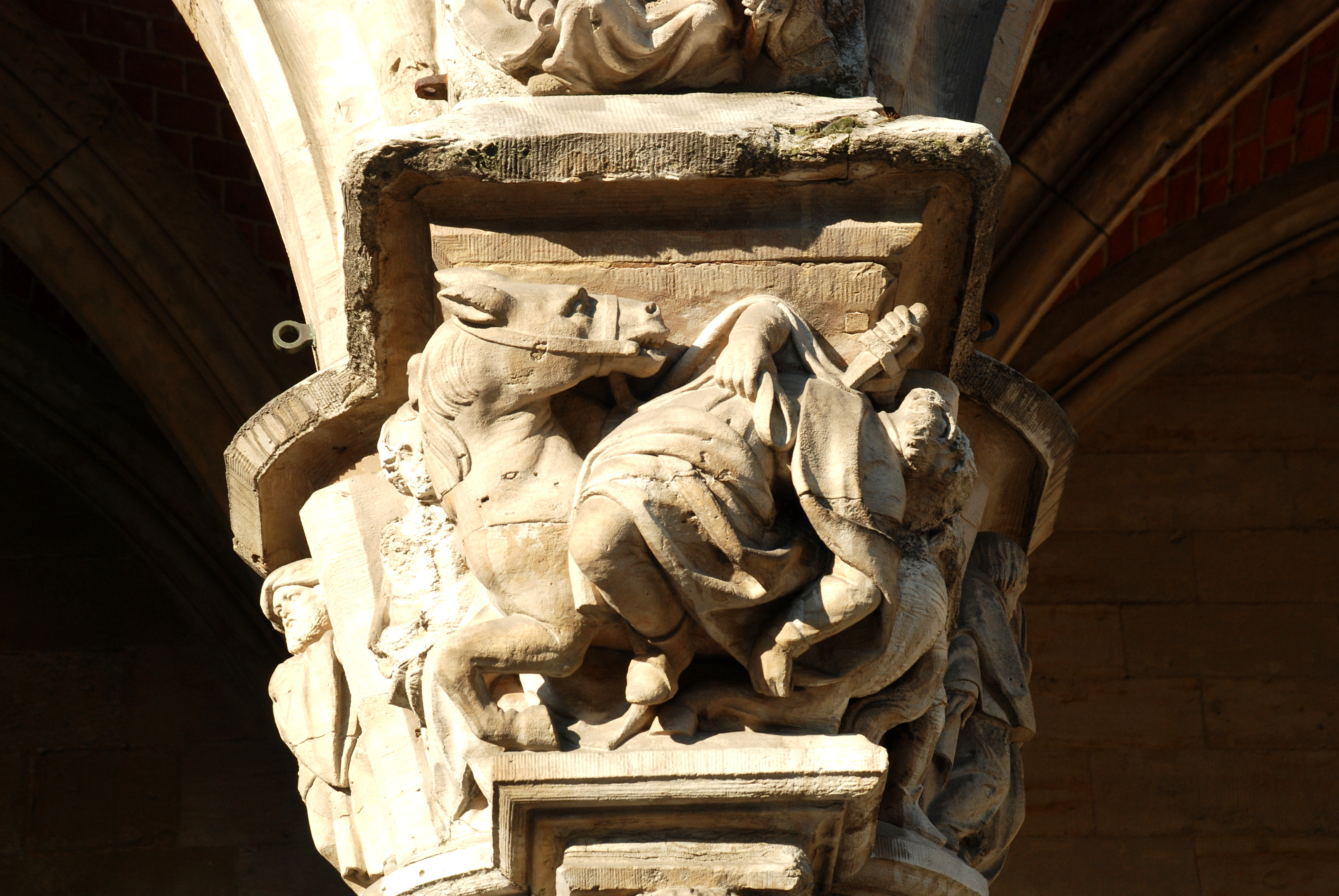
L'assassinat d'Éverard t'Serclaes.

#### Les gargouilles
Les différentes façades de l'hôtel de ville gothique (côté Grand-Place mais aussi côté cour) sont ornées d'innombrables gargouilles très expressives figurant des êtres humains, des animaux ou des créatures fantastiques.
De même, les tourelles d'angle octogonales arborent à chaque étage une série de huit gargouilles.

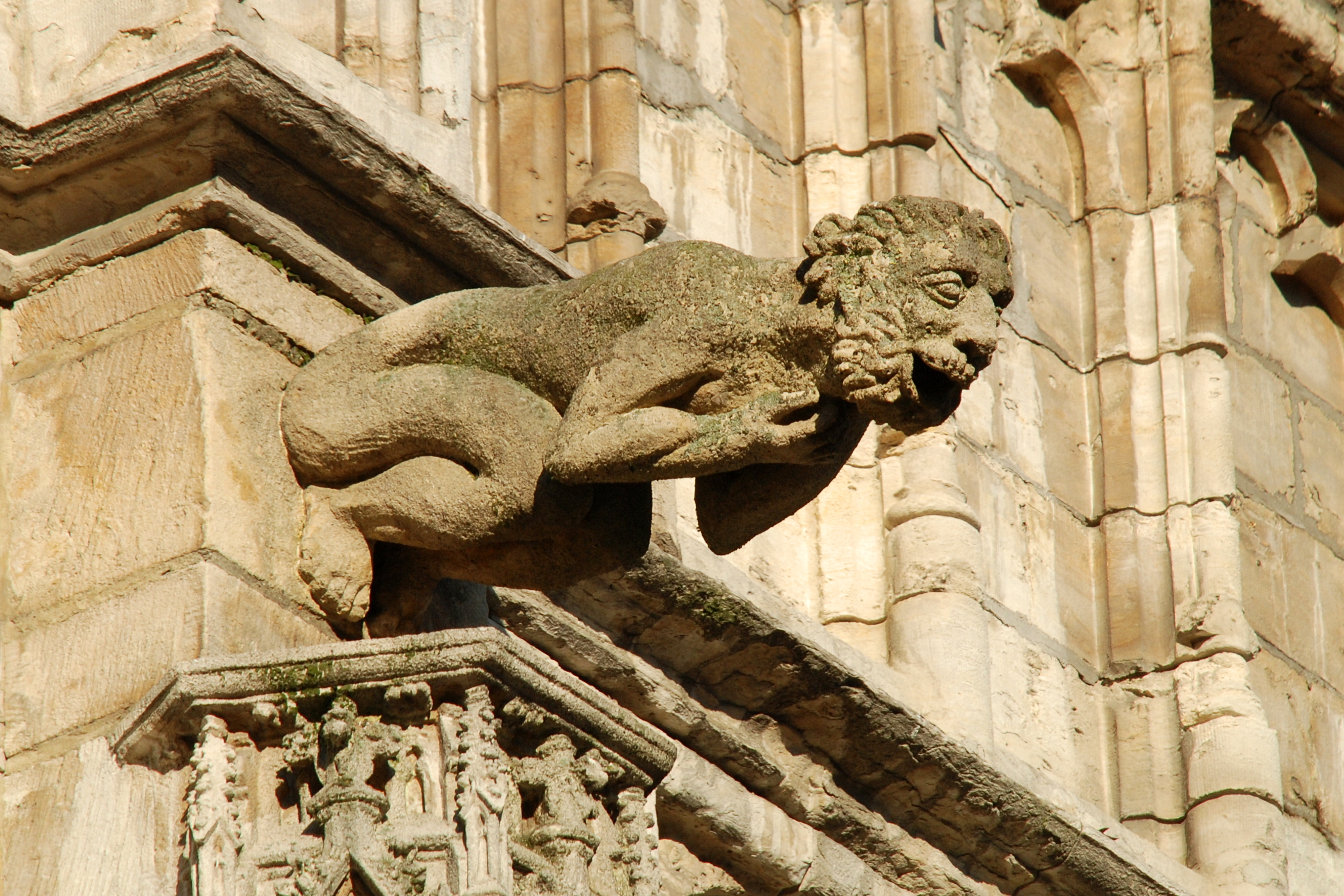
Gargouille à visage humain.
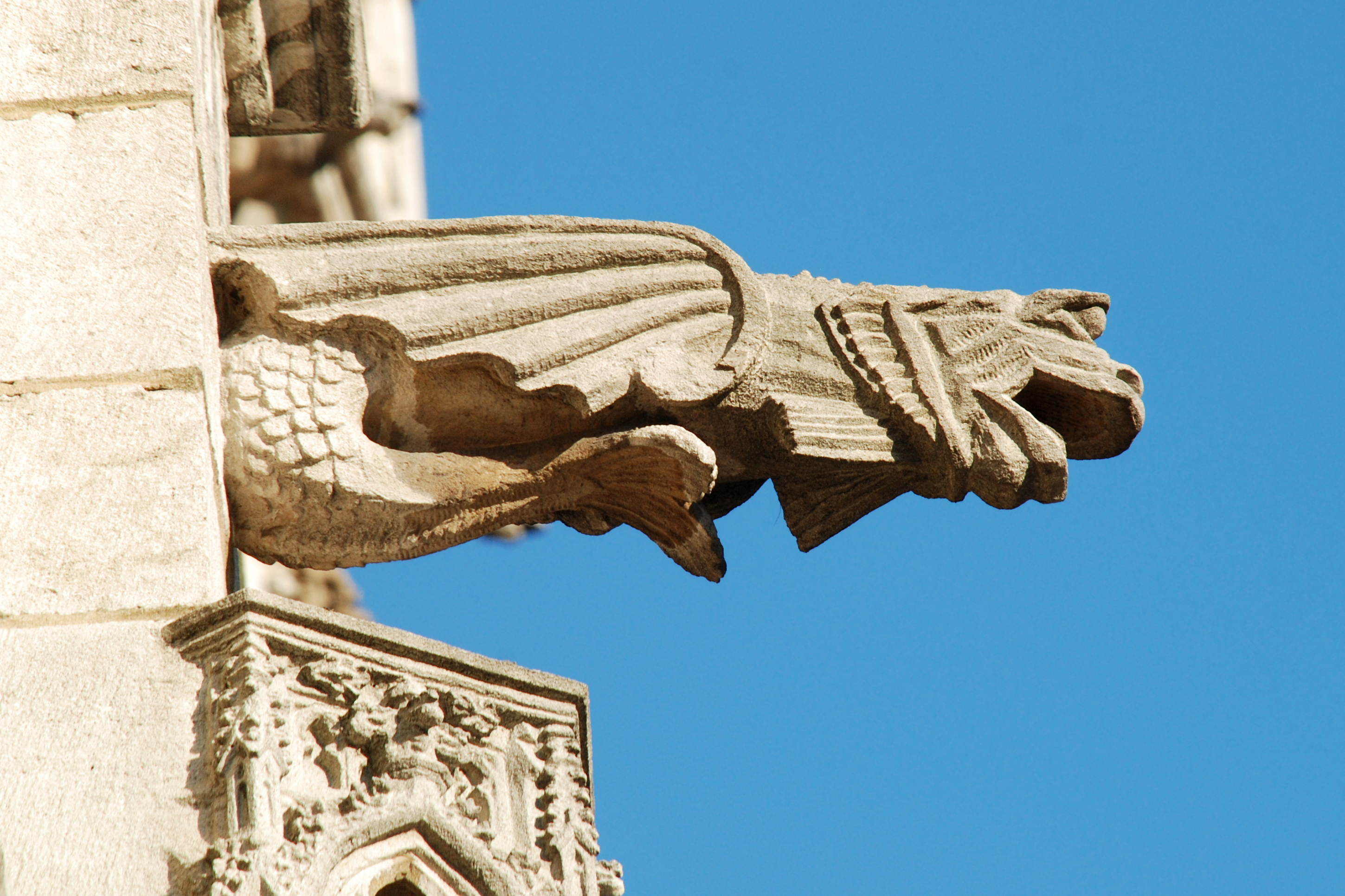
Créature fantastique (tête et ailes de dragon, queue de sirène).

#### Intérieur

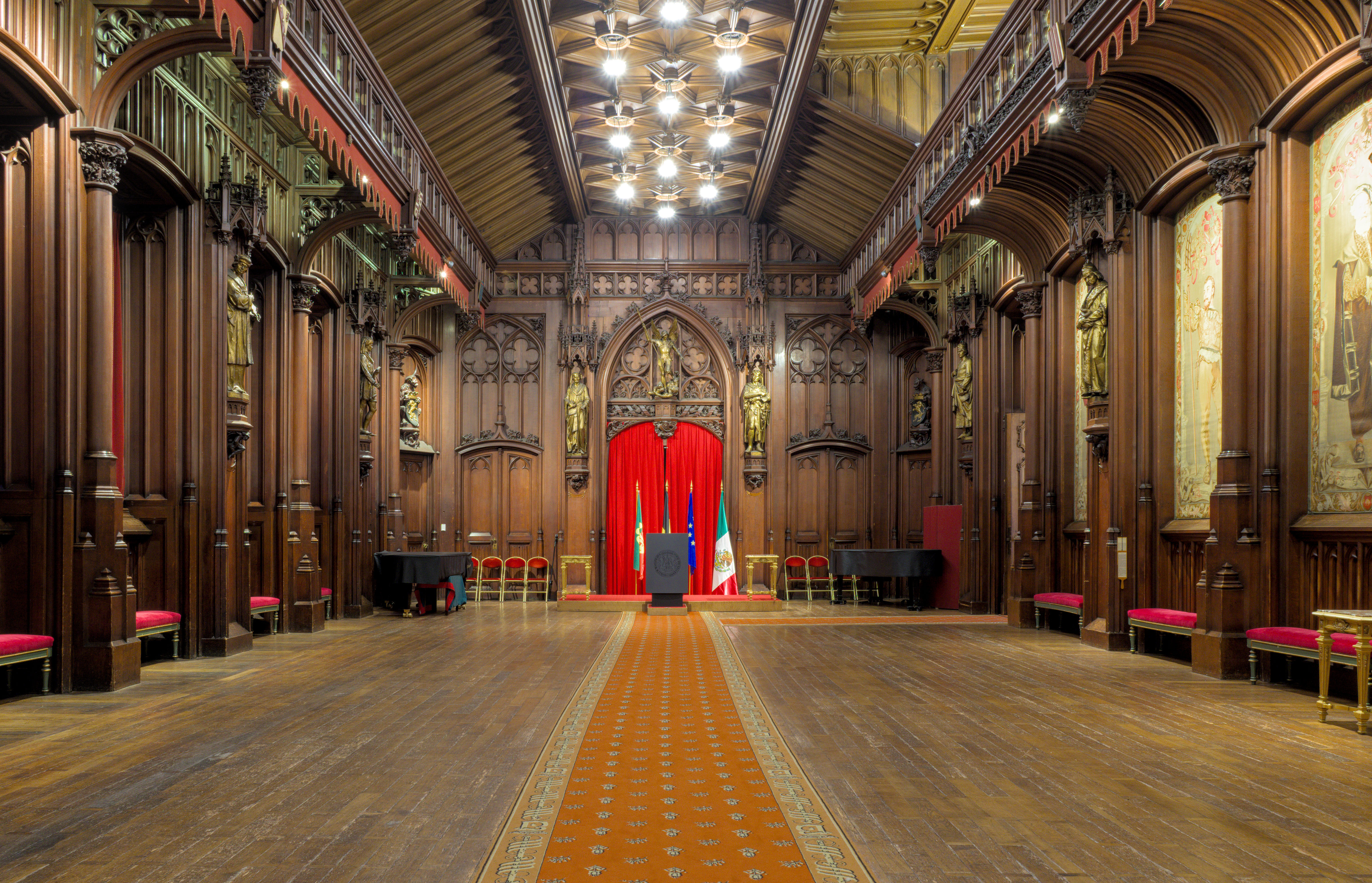
La salle gothique.

### Ailes de style classique

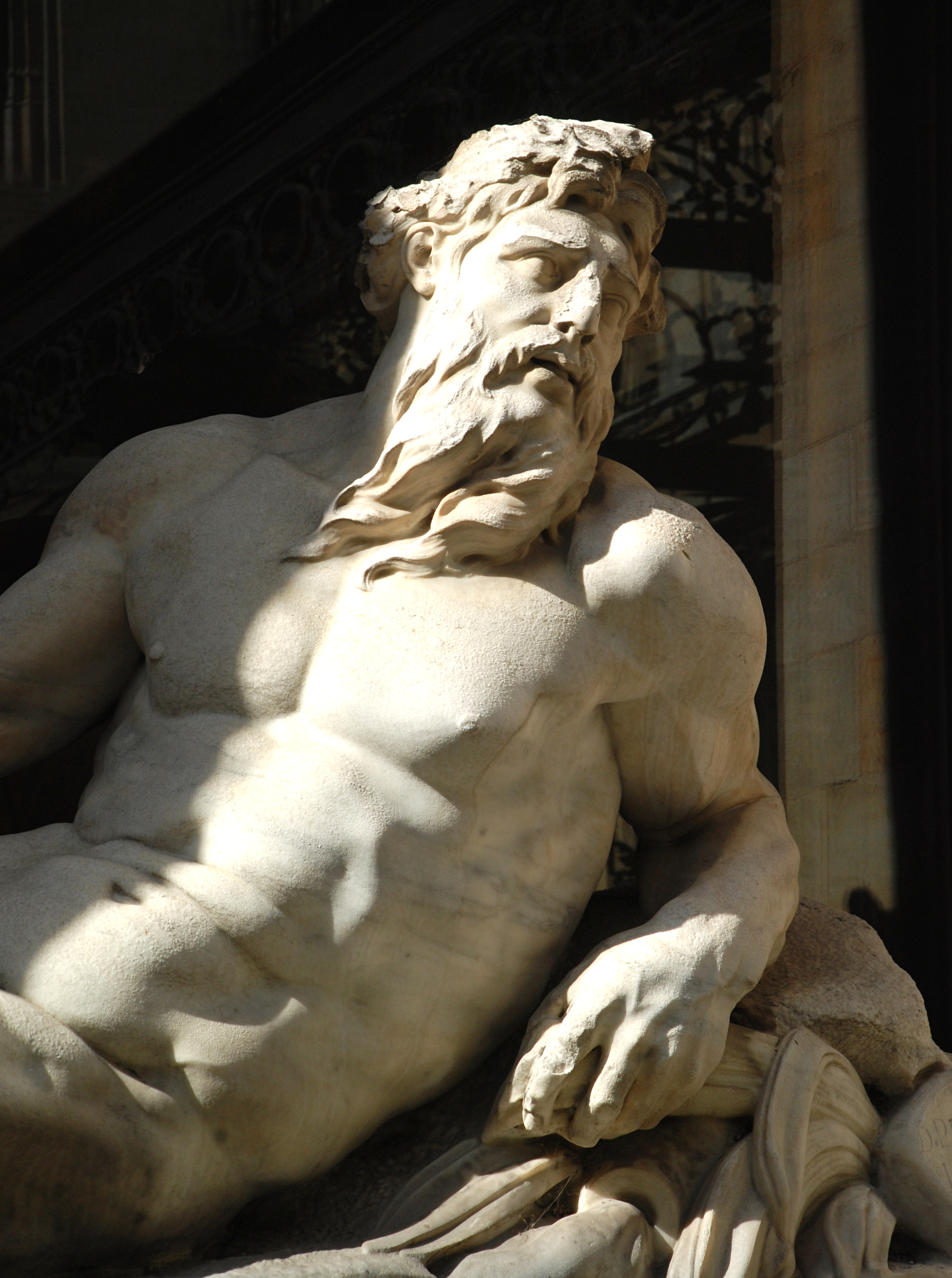
L'Escaut.

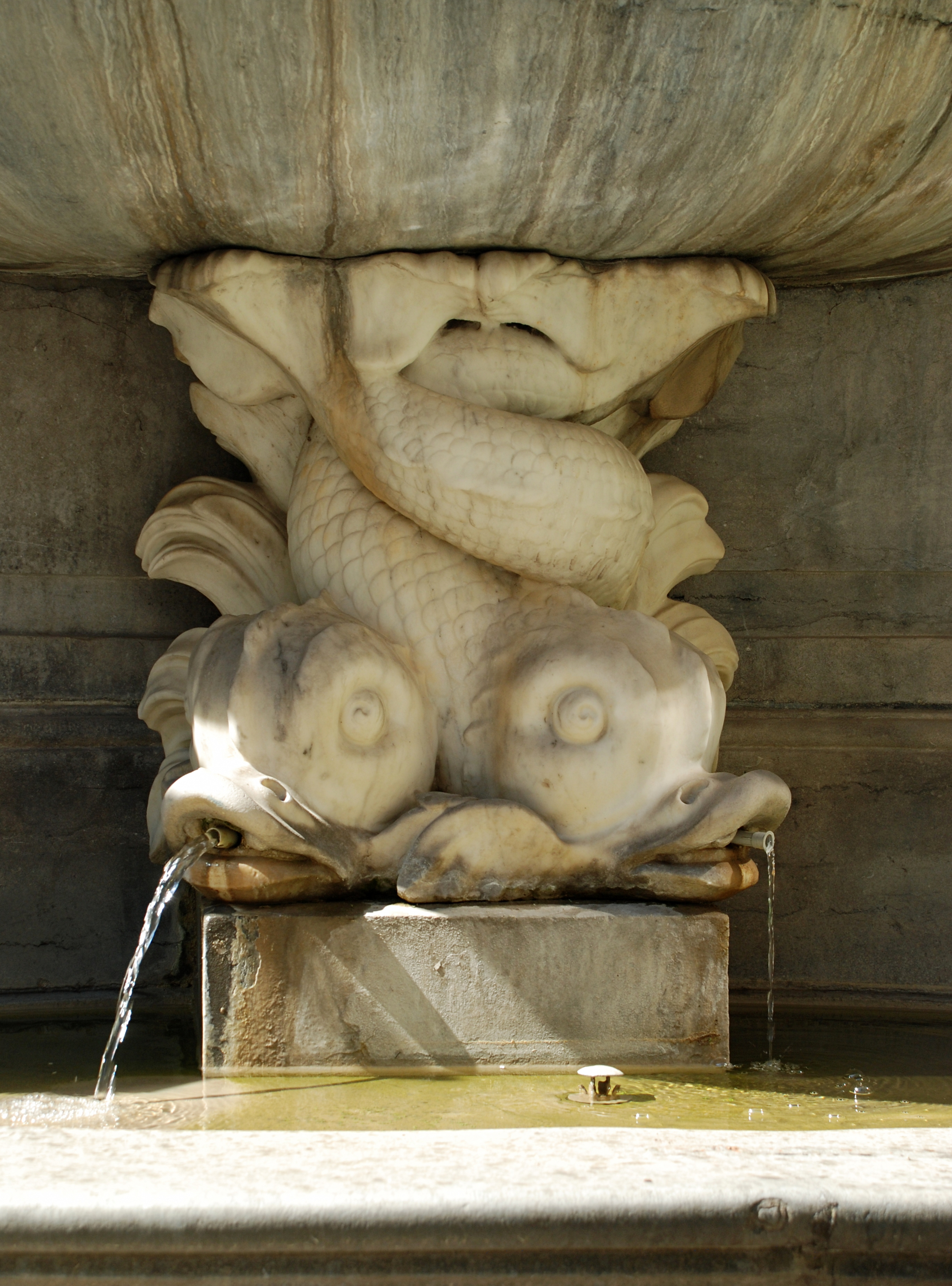
Poissons supportant la vasque de L'Escaut.

L'arrière de l'hôtel de ville est constitué de trois ailes de style classique (ou style Louis XIV) nettement plus sobres que la partie gothique.
Elles furent édifiées de 1706 à 1717 pour remplacer l'ancienne « halle au Drap », détruite par le bombardement de Bruxelles de 1695, par Corneille van Nerven, un architecte plus moderne que les autres architectes impliqués dans la reconstruction de la Grand-Place et qui abandonna le style baroque flamand pour le style Louis XIV. On lui doit également la « Maison du Cygne » située à gauche de l'hôtel de ville, à côté de la « Maison de l'Étoile ».
On notera que l'aile située le long de la rue Charles Buls est mixte : elle combine en effet une des trois ailes classiques et le retour de l'hôtel de ville gothique (terminé vers l'arrière par un pignon à redents encadré de tourelles d'angles).

#### La façade arrière
La façade arrière est disposée le long de la rue de l'Amigo (Vruntstraat en néerlandais), connue pour abriter le commissariat central de Bruxelles.
Nettement moins haute que la façade de l'hôtel de ville gothique, cette façade de style classique est érigée en pierre de taille de couleur dorée, qui tranche avec la pierre blanche utilisée pour la partie gothique, et présente deux niveaux de fenêtres rectangulaires.
Les fenêtres du rez-de-chaussée, protégées par des grilles, présentent un encadrement plat rehaussé à la base et à mi-hauteur par des insertions de pierre bleue, et sont surmontées d'un larmier en forme d'entablement.
Le premier étage est percé de grandes fenêtres à meneaux de pierre présentant le même type de larmier et d'encadrement plat (mais en pierre blanche cette fois) que les fenêtres du rez-de-chaussée. Ces fenêtres présentent cependant un encadrement à crossettes et à gouttes.
La travée centrale fait légèrement saillie par rapport au reste de la façade. Elle abrite un portail cintré dont les piédroits et l'ébrasement concave sont ornés de lignes de refend. Ce portail est encadré de chaque côté d'une niche abritant une fontaine et surmontée d'un phylactère affichant l'année de construction de cette aile : « Anno 1706 ». Au premier étage, cette travée centrale comporte un balcon et une porte-fenêtre surmontée d'un fronton courbe. Cette travée centrale est sommée d'un fronton triangulaire en saillie.
Cette façade se termine latéralement par des chaînages d'angle en pierre de taille blanche dont la couleur tranche avec la pierre dorée utilisée pour la façade elle-même.

#### La cour intérieure
La cour intérieure de l'hôtel de ville possède un pavement marqué d'une étoile qui indique le centre géographique de Bruxelles, identique à la place du Capitole à Rome.
La façade nord-ouest et la façade sud-est de cette cour présentent deux niveaux percés de grandes fenêtres rectangulaires à meneaux de bois à encadrement plat et larmier en forme d'entablement, le tout surmonté d'une haute toiture percée de lucarnes surmontées d'un fronton triangulaire (structure très semblable à la façade de la rue de l'Amigo). Au rez-de-chaussée, une haute porte surmontée d'un fronton triangulaire et encadrée par de grandes lanternes est protégée par une grande marquise en verre des XIXe et XXe siècles.
La façade sud est percée, au rez-de-chaussée, d'un portail à arc en anse de panier encadré de baies en plein cintre, encadré de grosses lanternes comme les autres portes de la cour. À l'étage, une porte-fenêtre sommée d'un fronton courbe est entourée de fenêtres rectangulaires dont l'encadrement plat est orné de crossettes.
La cour est décorée de deux fontaines en marbre dessinées en 1714 par Johannes Andreas Anneessens, surmontées des figures de la Meuse et de l'Escaut sculptées en 1715 respectivement par Jean Dekinder et Pierre-Denis Plumier.

La cour intérieure
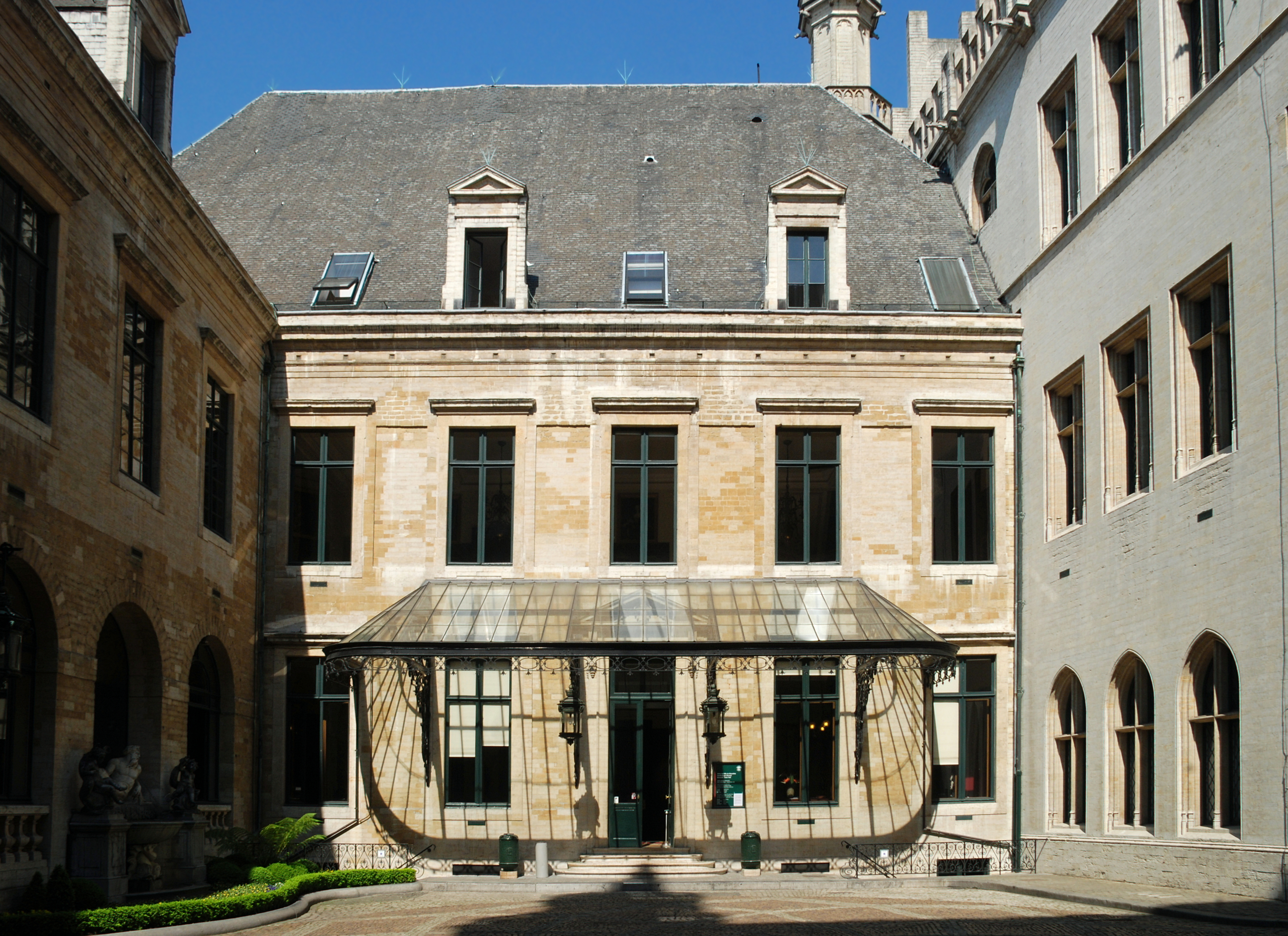
Façade nord-ouest de la cour intérieure.
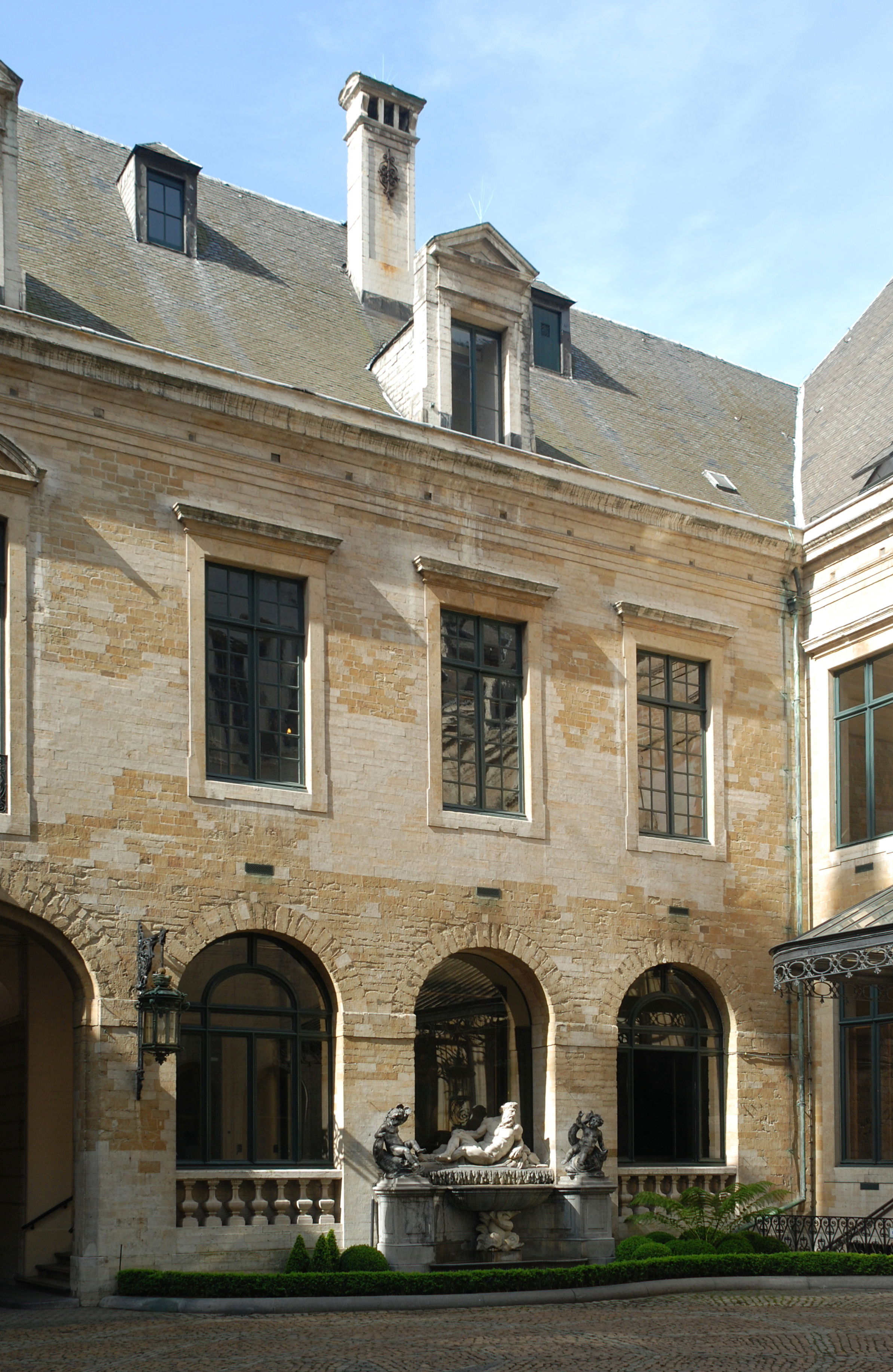
Façade sud de la cour.
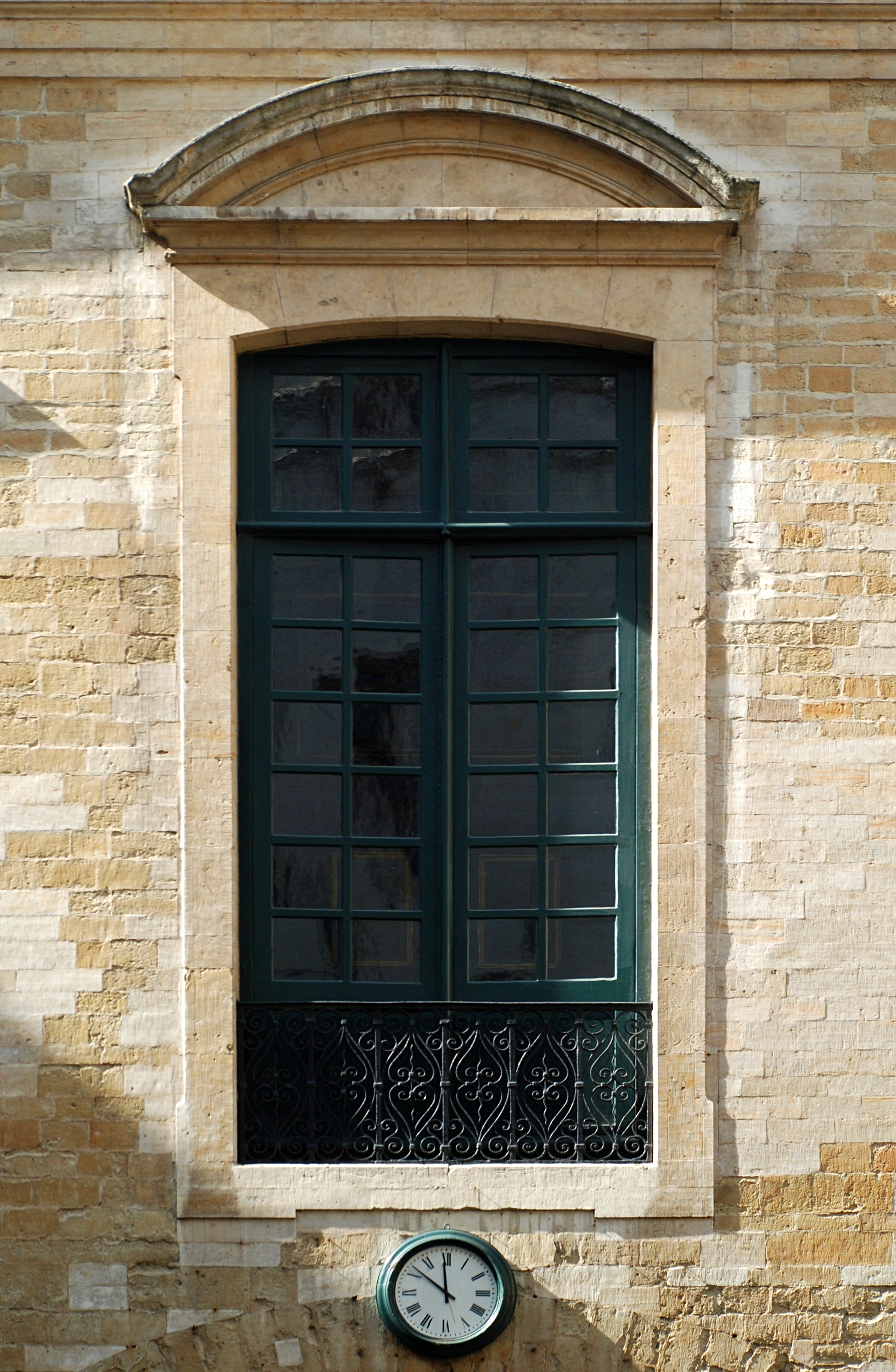
Porte-fenêtre de l'étage à encadrement à crossettes.
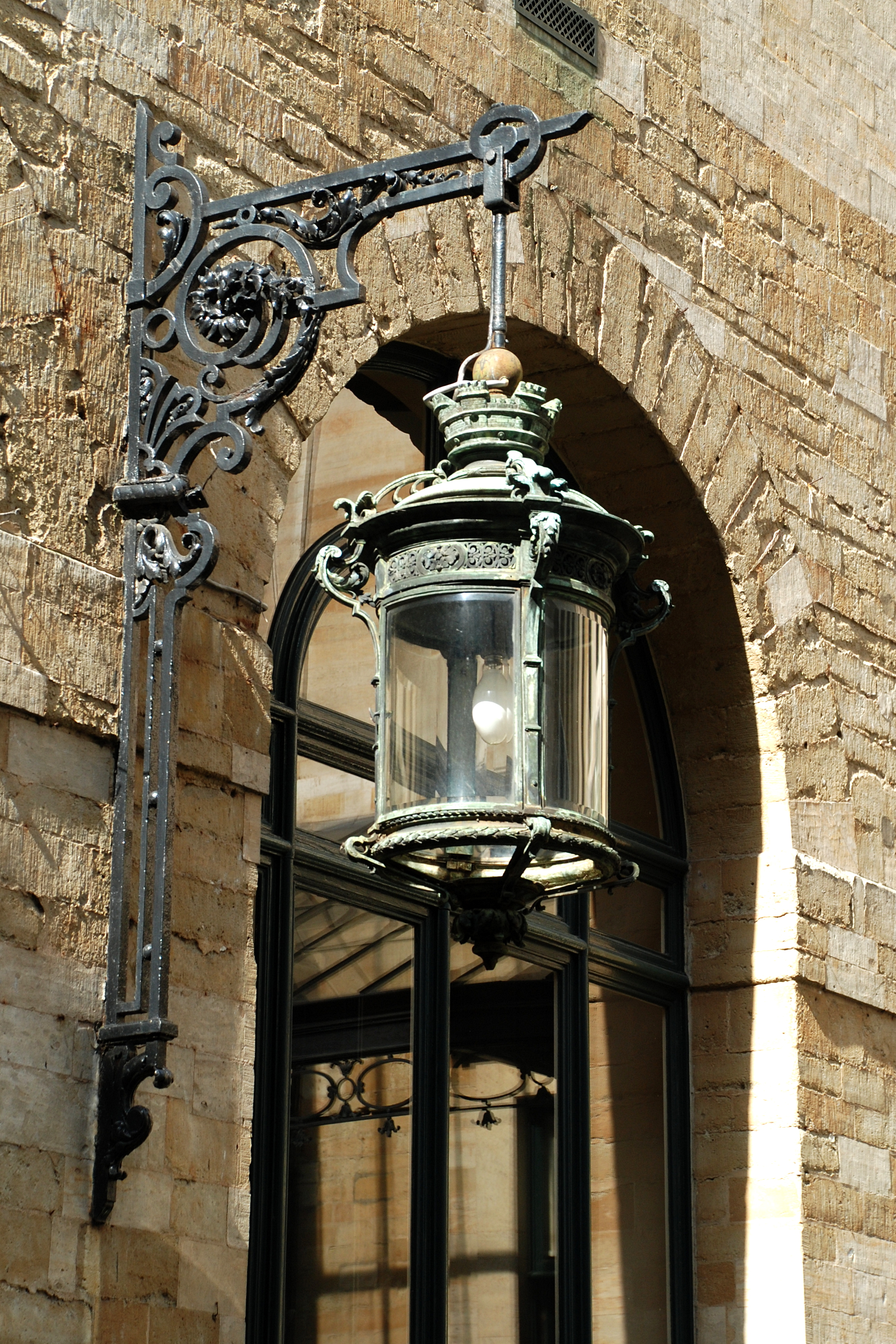
Lanterne.
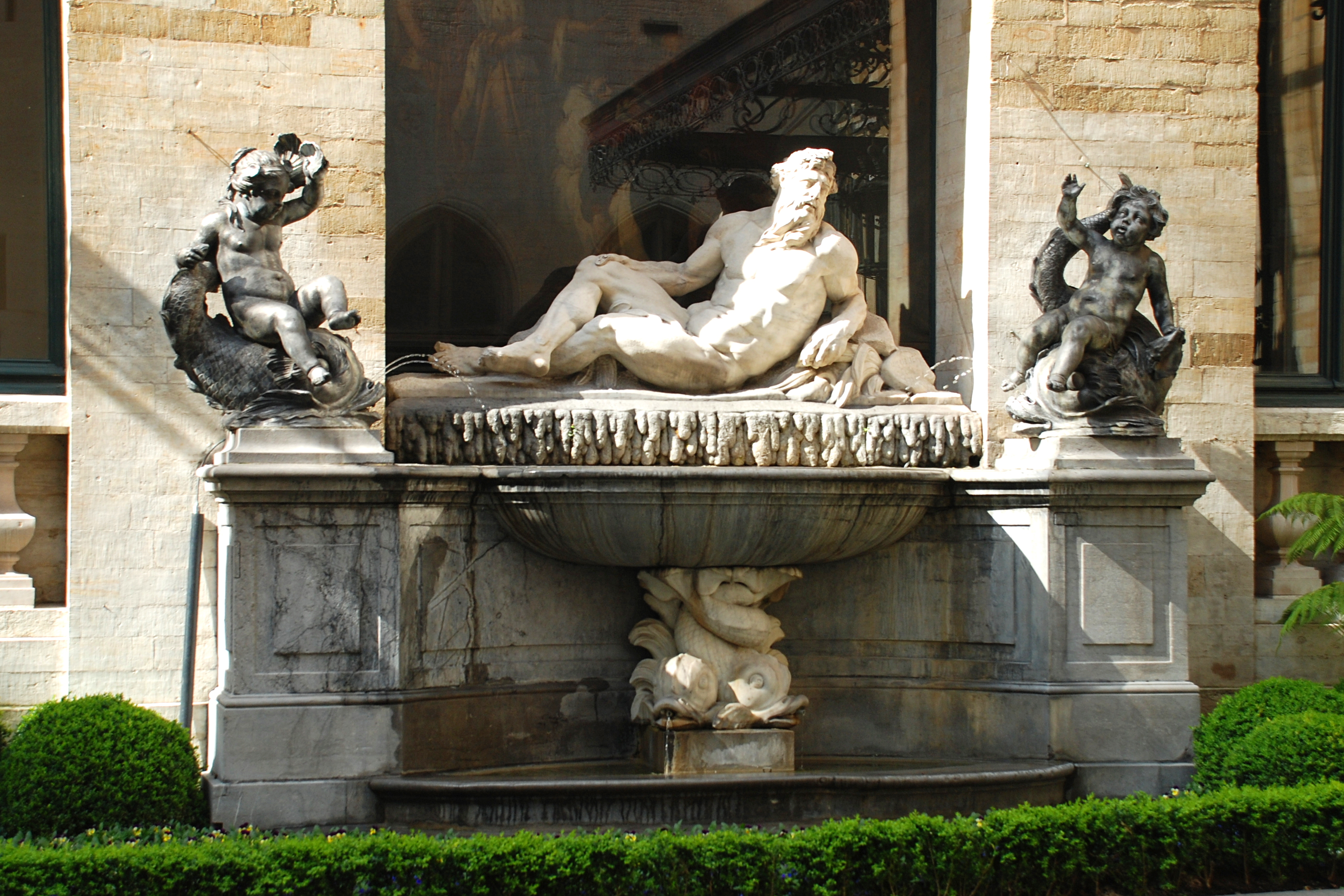
L'Escaut, par Pierre-Denis Plumier.

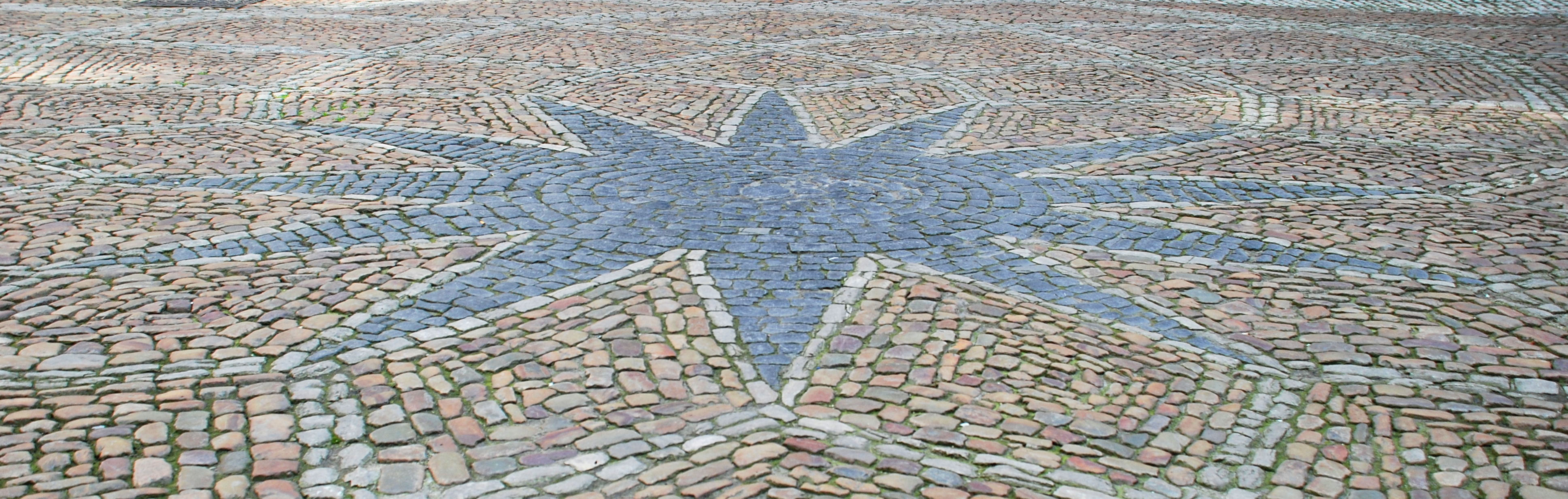
L'étoile qui indique le kilomètre zéro de la Belgique.